# Ernst Ziller
Ernst Moritz Theodor Ziller (griechisch Ερνστ Τσίλερ Ernst Tsiler oder Ερνέστος Τσίλλερ Ernestos Tsiller; * 22. Juni 1837 in Serkowitz, heute Radebeul; † 4. November 1923 in Athen) war ein deutsch-griechischer Architekt, Bauforscher und Archäologe, der fast ausschließlich in Griechenland gearbeitet hat. Mit über 500 privaten und öffentlichen Bauten zwischen 1870 und 1914 prägte Ziller die historistische Architektur des späten 19. Jahrhunderts in Griechenland nachhaltig. Das wohl einflussreichste Mitglied der ursprünglich sächsischen Baumeisterfamilie Ziller erwarb in späteren Jahren, im Zusammenhang mit seiner Heirat, die griechische Staatsangehörigkeit.

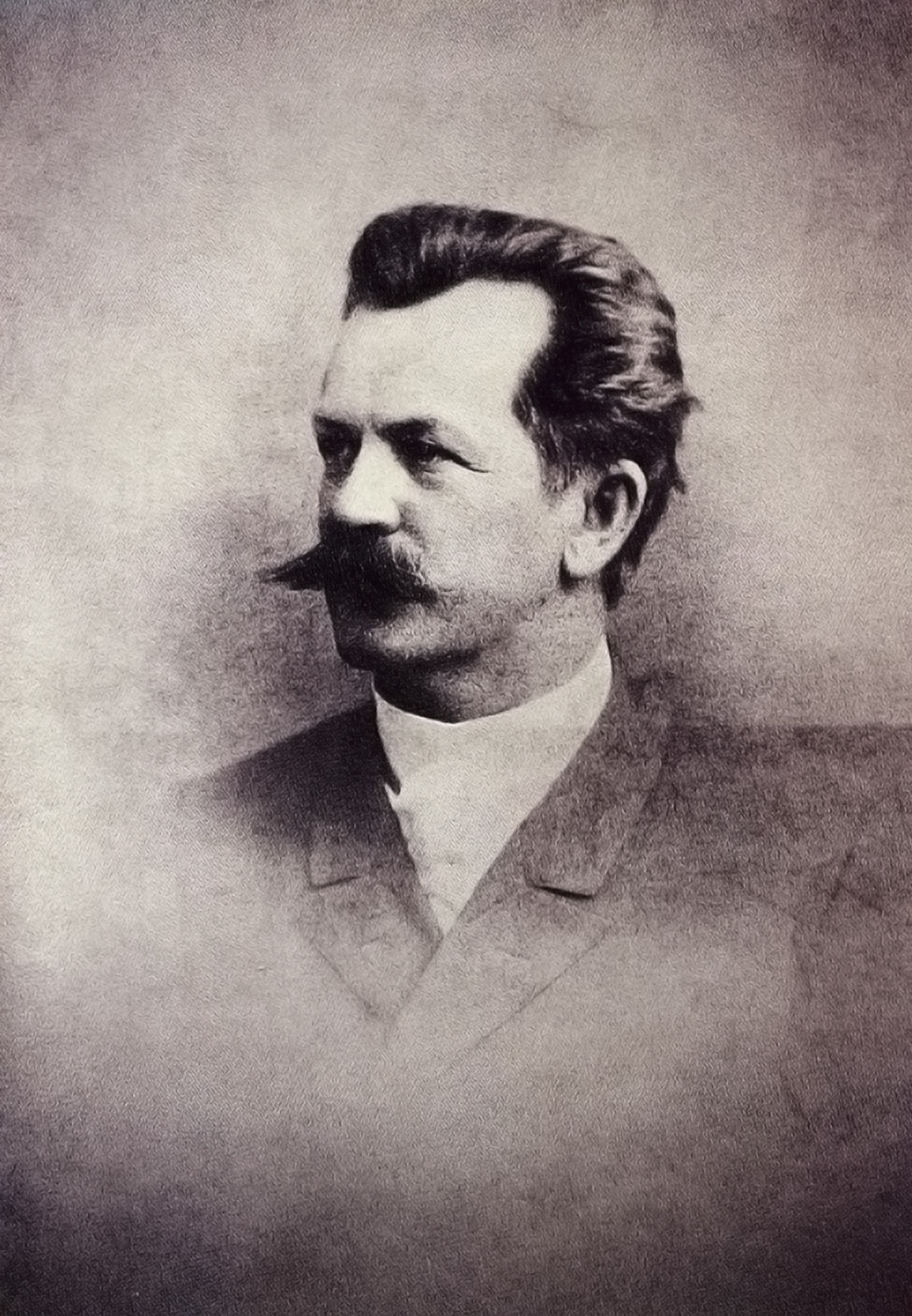
Ernst Ziller, um 1880

Den weitaus größten Teil seiner Bauten entwarf Ziller für Athen, das seit 1834 Hauptstadt des modernen Griechenlands war. Der Ausbau der zuvor nur rund 12.000 Einwohner zählenden Stadt zur rapide wachsenden, repräsentativen Hauptstadt war nach einem Plan von 1831 von Eduard Schaubert und Stamatios Kleanthis im Stil eines griechisch geprägten Klassizismus im Sinne ihres Lehrers Schinkel (von dem der Entwurf zu einem Palast auf der Akropolis stammte) begonnen worden. Die dänischen Brüder Hans Christian und Theophil von Hansen setzten unter König Otto diese Arbeiten fort. Ziller verband deren griechischen Klassizismus mit Stilelementen einer norditalienischen Neorenaissance und – in seinen Kirchenbauten – byzantinischen Architekturelementen und prägte während der Regierungszeit König Georgs I. das Aussehen der Hauptstadt als moderne europäische Metropole mit repräsentativen öffentlichen Gebäuden und prächtigen Privathäusern. Das Nationale Hellenische Forschungszentrum bezeichnet dieses „eklektische Athen“ der zweiten Hälfte des 19. Jahrhunderts aus Klassizismus und norditalienischer Neorenaissance, ergänzt durch neuzeitliche Ideen aus Wien und Dresden, als das „Athen von Ziller“, in dem er „das herrschaftliche Profil der späten griechischen bürgerlichen Gesellschaft am Ende des 19. und zu Beginn des 20. Jahrhunderts [bestimmte]“.
Das Werk von Ziller wurde erstmals 1942 von Hans Hermann Russack in seinem grundlegenden Buch Deutsche bauen in Athen gewürdigt. Der in Griechenland fast vergessene und in Deutschland kaum bekannte Architekt wurde 1973 von Dimitrios Papastamos zu seinem 50. Todestag durch dessen Versuch einer Monografie (Prospatheia Monographias) der Öffentlichkeit wieder ins Gedächtnis gebracht, basierend auf den von Zillers Tochter Josefine (Fifi) Dima-Ziller an die Nationalgalerie übergebenen Originalunterlagen. Insbesondere Maro Kardamitsi-Adami von der Nationalen Technischen Universität Athen würdigte dann Zillers Werk in Griechenland wieder in mehreren Veröffentlichungen. Eine Ausstellung von Entwürfen Zillers in der Nationalen Pinakothek Athen führte Ziller 2010 auch einem breiteren Publikum wieder ins Gedächtnis.

## Erste Jahre

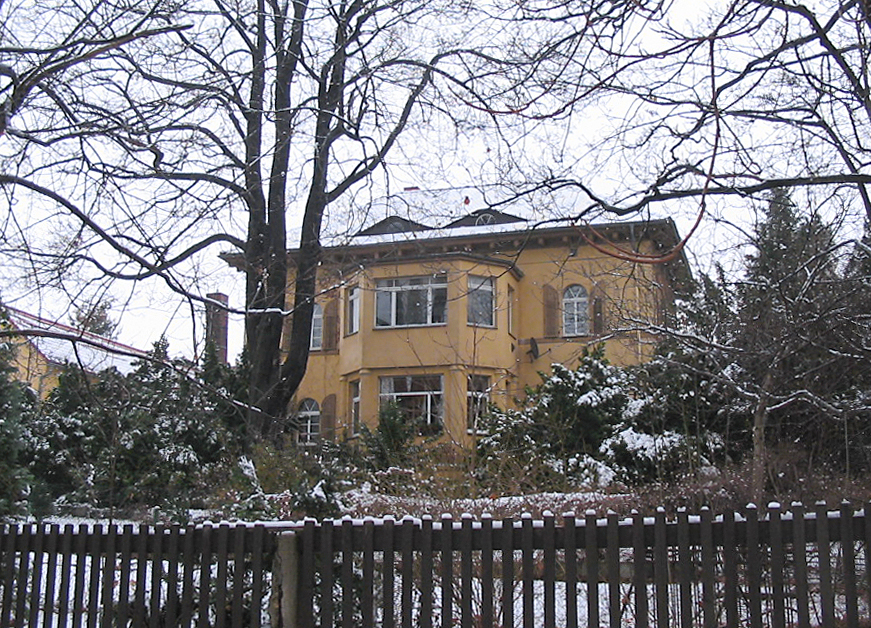
Geburtshaus in Radebeul, heute mit Vorbau statt der Dreifach-Fenster

Ernst Ziller wurde als ältestes von zehn Kindern in eine Baumeisterfamilie hineingeboren, als Sohn des Baumeisters Christian Gottlieb Ziller. Als er und sein ein Jahr jüngerer Bruder Moritz (1838–1895) auf dem Anwesen geboren wurden, gehörte es noch zur Serkowitzer Flur (heutige Adresse Augustusweg 4). Im Jahr 1839 wurde Oberlößnitz einschließlich des Ziller-Anwesens aus Serkowitz sowie dem benachbarten Alt-Radebeul ausgegründet, weswegen in manchen Quellen Ernst Zillers Geburtsort mit Oberlößnitz (oder Oberlössnitz) angegeben ist. Ernst bildete mit seinen Brüdern (vier von fünf Jungen ergriffen einen Bauberuf) bereits die dritte Generation Bauleute. Er und Moritz lernten zur gleichen Zeit auf den Baustellen des Vaters Baumeisterberufe: Ernst wurde Maurermeister und Moritz Zimmermeister. Den notwendigen theoretischen Unterricht erhielten sie vom Vater zu Hause, vor allem im Winter, wenn das Baugeschehen ruhte. Ernst besuchte zusätzlich von 1855 bis 1858 das Bauatelier der Akademie der Bildenden Künste zu Dresden (Semper-Nicolai-Schule), wo er für studentische Wettbewerbsarbeiten im zweiten Jahr eine bronzene und im dritten Jahr eine silberne Medaille erhielt.

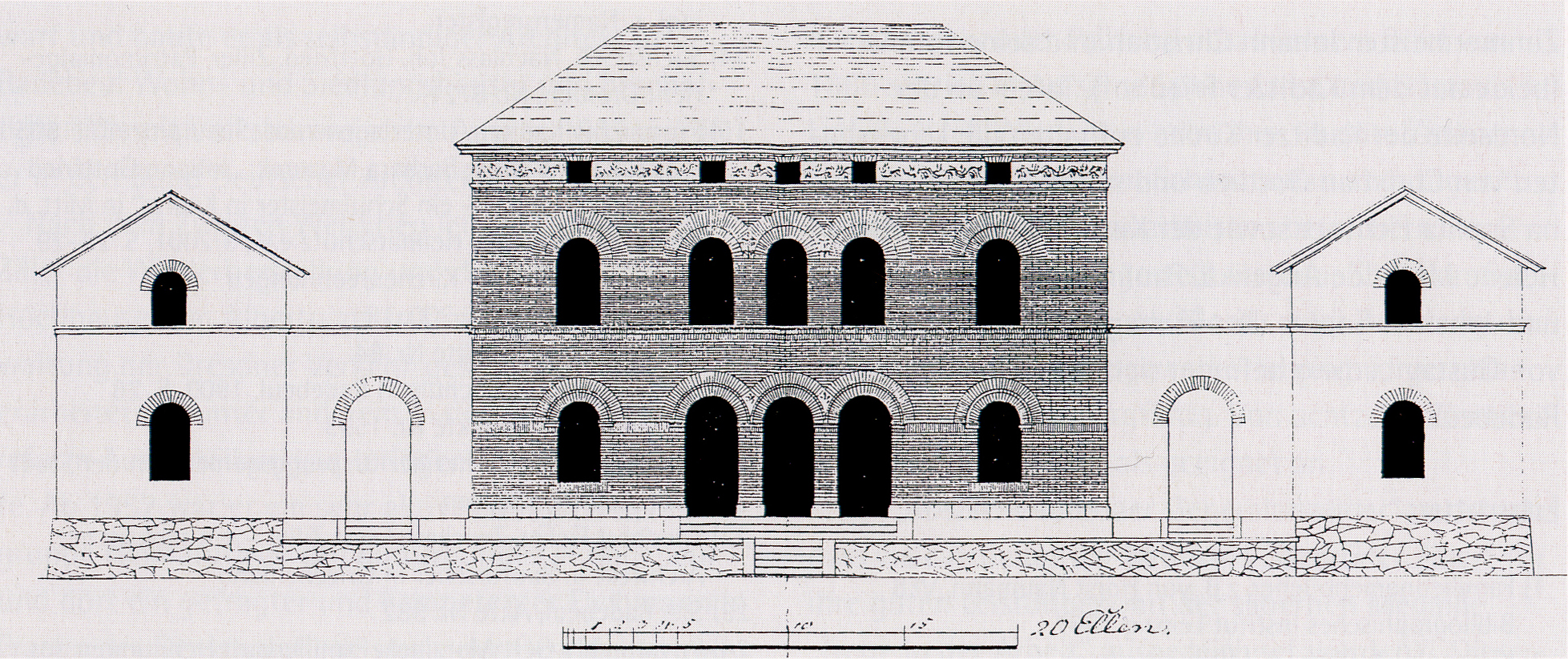
Das Zuhause: Entwurf von Vater Ziller zu seinem Landhaus im Toskanastil (1834, fünf Jahre vor Sempers Villa Rosa)

Die beiden Brüder gingen nach Leipzig zu dem befreundeten Steinmetzmeister Einsiedeln und wollten von dort zusammen nach Berlin beziehungsweise Potsdam gehen, wo ihr Onkel Christian Heinrich wirkte. Auf Anraten Einsiedelns gingen sie jedoch 1858 in das „solidere“ Wien. Moritz fand schnell Arbeit als Zimmermann, Ernst dagegen arbeitete als Zeichner im Büro des klassischen dänischen Architekten Theophil von Hansen. Bereits ein halbes Jahr später ging Hansen zur Vorbereitung seines Baus der Akademie von Athen nach Griechenland, derweil die beiden Brüder Ernst und Moritz in die Lößnitz zurückkehrten, um im Winter am Bauatelier der sächsischen Akademie der Bildenden Künste ihre Kenntnisse zu vertiefen.
Während Moritz in das väterliche Baumeistergeschäft in der Oberlößnitz eintrat, nahm Ernst erfolgreich an einem Architekturwettbewerb für eine Wohnbebauung in Tiflis teil. Am selben Tag, an dem ihm die russische Gesandtschaft in Dresden mitteilte, dass er zur Unterzeichnung des Vertrags für Tiflis vorsprechen solle, um anschließend dorthin zu gehen und seine Planung umzusetzen, erhielt er einen (im Archiv erhaltenen und auf den 20. September 1859 datierten) Brief Hansens aus Wien, der ihm ein vorteilhaftes Angebot machte, ohne jedoch vorerst Athen zu erwähnen. Ernst Ziller entschloss sich, statt des Bauprojekts in Tiflis Hansens Angebot anzunehmen, und fuhr mit geliehenem Geld nach Wien, „da sein Vater gerade nicht bei Kasse war“.

## Bauleiter und Rechnungsführer für Hansen

Athen, Blick von der Akropolis zum Lykabettus, um 1860, somit zu Beginn Zillers dortiger Tätigkeit

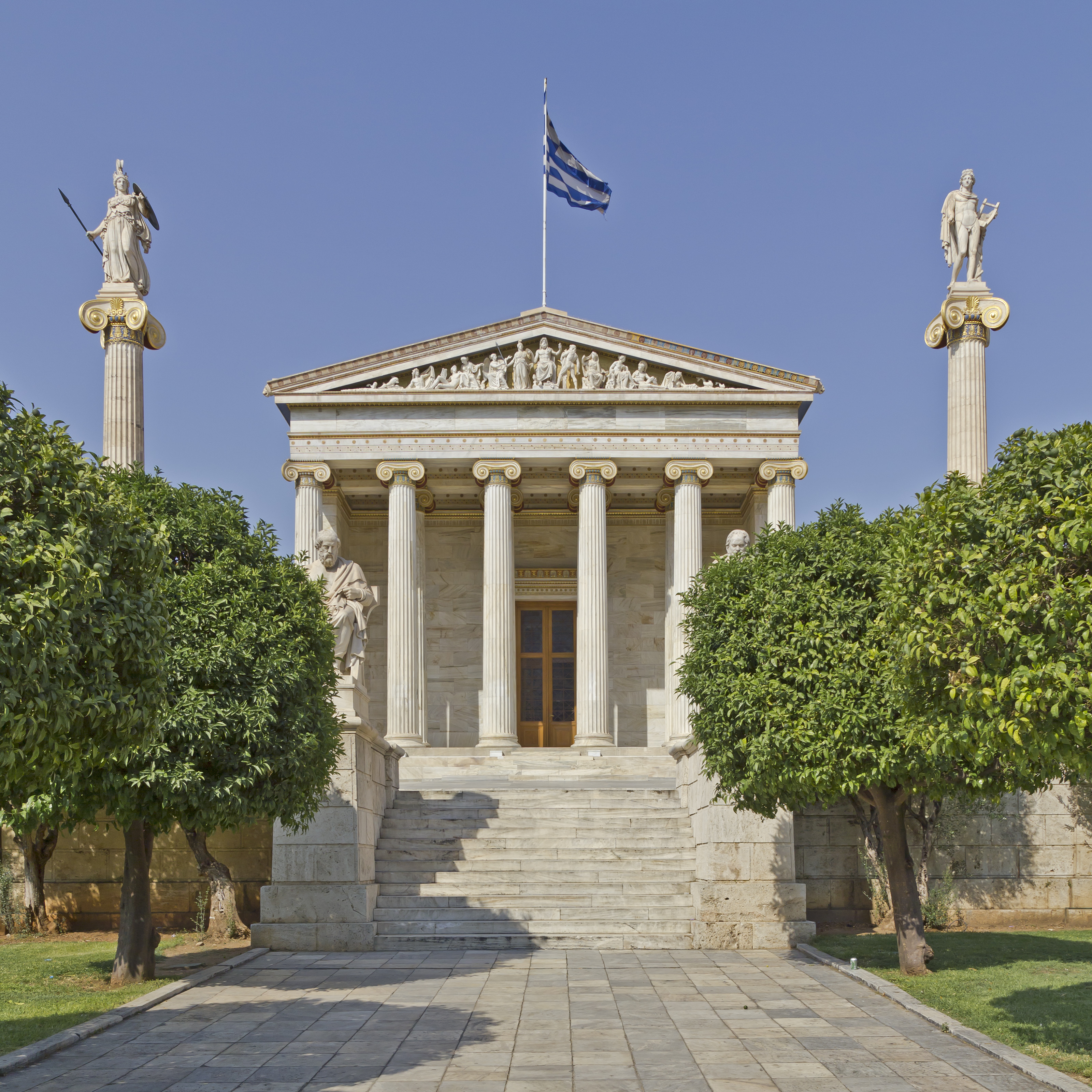
Athener Akademie

Ziller hatte noch anderthalb Jahre in Wien zu tun, insbesondere als Zeichner an den Plänen für die Athener Akademie. Dann fuhren Hansen und Ziller 1861 gemeinsam nach Athen, wo Ziller für die nächsten 30 Jahre, mit kurzen Unterbrechungen, bis zum Tod Hansens dessen Vertreter vor Ort war. Beginnend mit dem 23. März 1861, kurz nach Hansens Abreise aus Athen, schrieb Ziller bis zum 7. September 1890 regelmäßig Briefe an Hansen, von denen 348 in Hansens Nachlass archiviert sind. Nicht nur über die Arbeiten für Hansen wurde dort berichtet, sondern später auch über Zillers eigene Arbeiten sowie auch über die Familie. Auch Hansen schickte immer wieder Skizzen, Pläne und Fotos seiner neuesten Projekte. Zillers Briefe der letzten Jahre benutzten dabei das vertrauliche „Du“ (beispielsweise in einer Korrespondenz über sein Lykabettos-Projekt 1882), die Besuchseinladung 1889 anlässlich der bevorstehenden Vermählung des griechischen Kronprinzen bezieht sogar die Familie mit ein.
Ziller hatte Schwierigkeiten mit dem Baufortschritt, was jedoch nicht nur an der andersartigen Kultur und Sprache auf der Baustelle lag, sondern auch an den sich immer wieder verzögernden, obwohl zugesagten Finanzierungstranchen des Finanziers Baron Simon Georg von Sina. Nach der Revolte des griechischen Volkes und der Abdankung König Ottos stellte Baron von Sina 1864 seine Zahlungen „zunächst“ gänzlich ein, womit der Bau der Akademie „auf unbestimmte Zeit“ gestoppt werden musste, da der stiftende Baron von Sina als ehemaliger Gesandter König Ottos dessen Vertreibung übelnahm.

Das Zappeion 2006

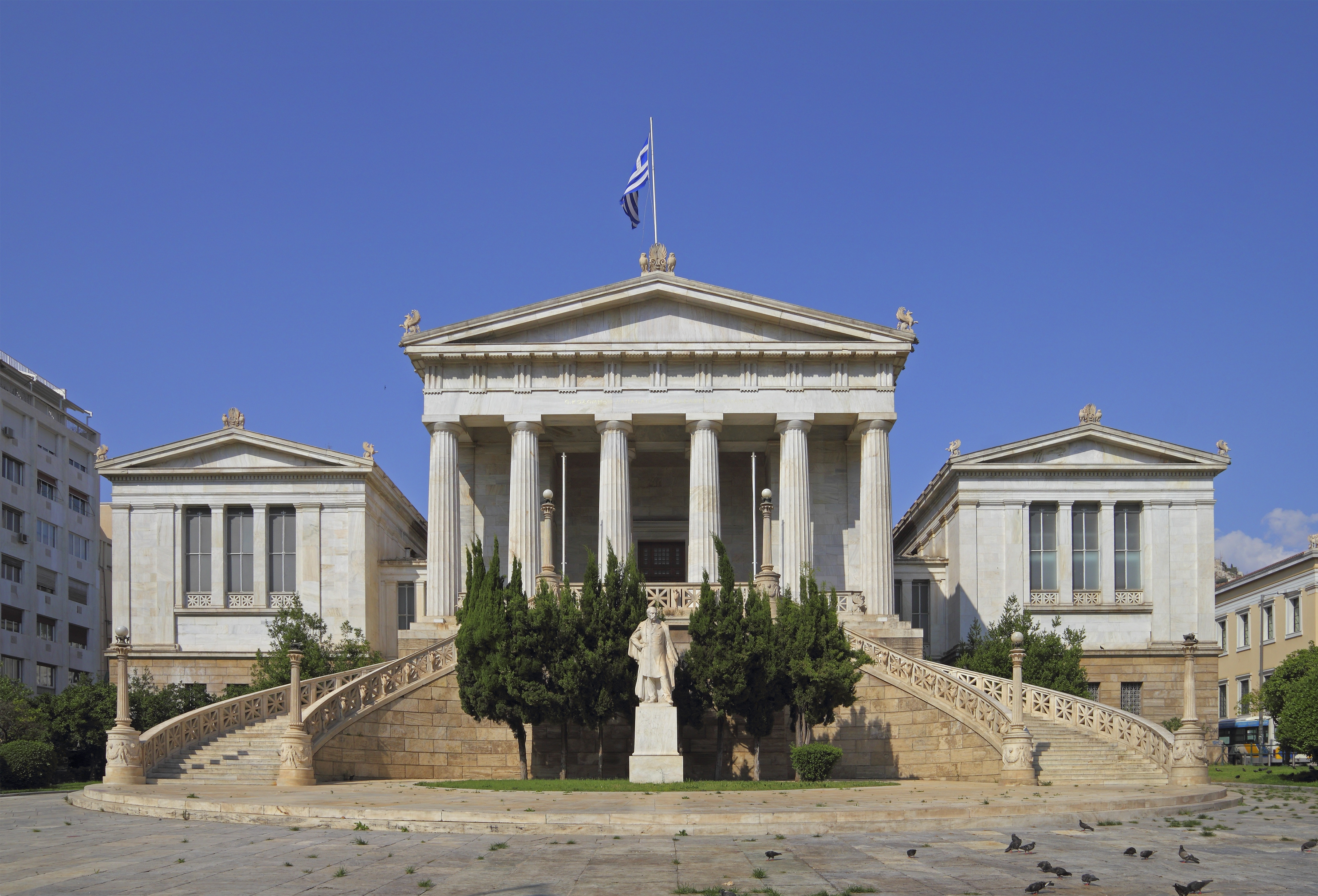
Nationalbibliothek

Ziller nutzte die Zeit, reiste 1864 studienhalber durch Italien und vertiefte sich in Neapel („Museum Borbonico“), Rom (wo er den Petersdom mit der Dresdner Frauenkirche verglich), Florenz, Mantua und Verona neben dem Altertum insbesondere in die italienische Renaissance. Im Jahr 1865 war er zurück in Hansens Büro in Wien, wo er nicht nur an weiteren Plänen für die Athener Akademie arbeitete, sondern auch eigene Entwürfe verfertigte. So entstand während dieser Zeit unter anderem unaufgefordert ein Entwurf im byzantinischen Stil für eine Kirche in seiner Lößnitz-Heimat, der dort jedoch verworfen wurde und dem erst 25 Jahre später der Kirchenbau der Lutherkirche folgte. Auch studierte er an der Akademie der bildenden Künste Wien und schloss mit einem Diplom ab. In dieser Zeit bis 1868 führten ihn Studienreisen nach Berlin und Dresden, wo er insbesondere die Werke von Karl Friedrich Schinkel und Gottfried Semper studierte.

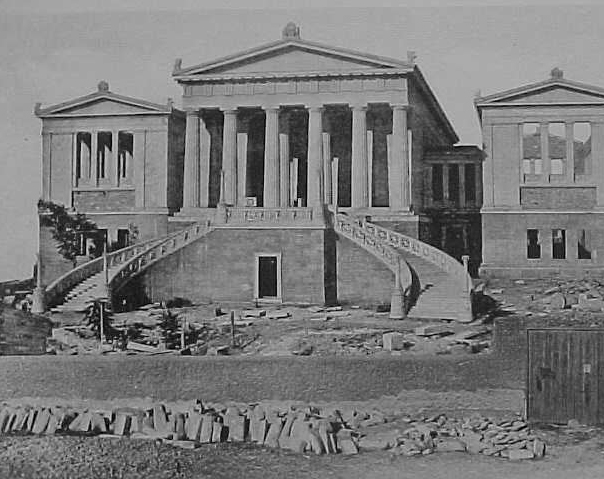
Nationalbibliothek zur Bauzeit, 1895

Erst 1868 konnte Ziller nach Athen zurückkehren, um die Akademie fertigzubauen, da deren Weiterfinanzierung gesichert war. Zugleich siedelte er sich dort an und betreute während der folgenden mehr als zwanzig Jahre alle Bauvorhaben Hansens. Die Akademie wurde 1885 fertig. Hinzu kamen das Ausstellungsgebäude Zappeion (Grundsteinlegung 1874, Einweihung 1888) und die Nationalbibliothek (Grundsteinlegung 1888, Bezug durch die Bibliothekssammlung 1903). Innerhalb kurzer Zeit erwarb er sich dort ein hohes Ansehen als einer der bedeutendsten klassizistischen Architekten in Griechenland. In der öffentlichen Wahrnehmung trat Hansen so weit in den Hintergrund, dass Ziller während einer Audienz vom neuen König Georg gefragt wurde, ob die Pläne zu den Neubauten alle von ihm seien. Die Anstellung als Hansens Bauleiter ermöglichte Ziller, auf einer gesicherten finanziellen Basis durch sein monatliches Einkommen über eigene Projekte und Ideen nachzudenken. In einem Brief Zillers an Hansen etwa 20 Jahre später fasste er diese für ihn einzigartige Möglichkeit zusammen und bedankte sich bei Hansen.
Hansen, Zillers langjähriger Auftraggeber und freundschaftlich verbundener Mentor, starb 1891.

## Bauforscher und klassischer Archäologe

### Kurvaturen

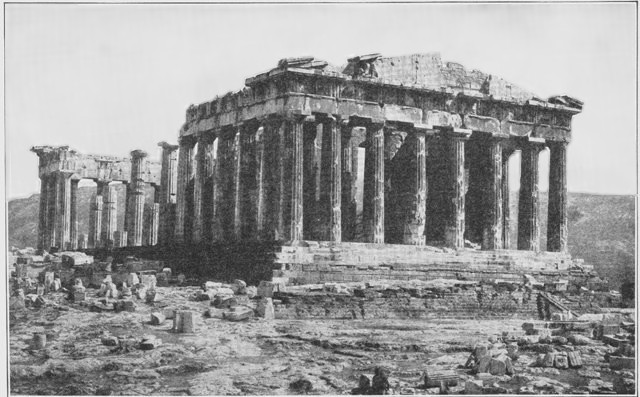
Der Parthenon im 19. Jahrhundert

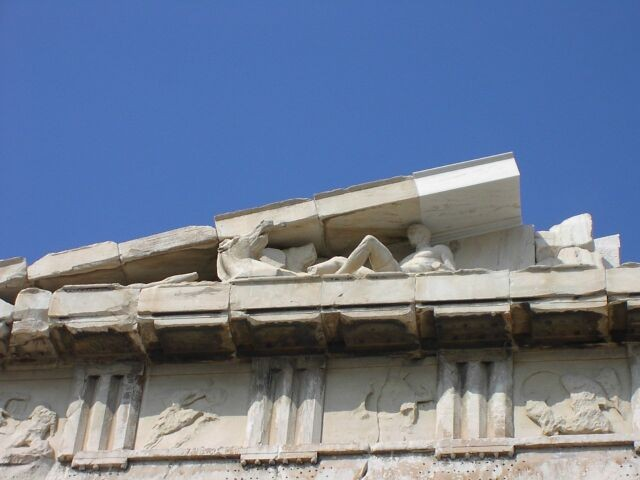
Metopen-Triglyphen-Fries und linke Ecke des Ostgiebels, Parthenon

Ernst Ziller: „Polychromische Studie fuer den Mittelbau“

Im August 1864 legte Ziller seine Studie über die Kurvaturen vor, in der er sich eingehend über die Krümmung der Horizontalen an antiken Bauwerken ausließ. Ausgehend von detaillierten Vermessungen Francis Cranmer Penroses (1817–1903) am Parthenon und am Theseion (heute Tempel des Hephaistos) ging er der Frage nach, ob diese Krümmungen erst nachträglich durch Fundamentabsenkungen an den Ecken der Bauwerke entstanden, ursprünglich hingegen die Bauwerkskanten absolut geradlinig waren, oder ob die Krümmung bereits bei der Erbauung in der Antike absichtlich angelegt worden war. Ziller widersprach dem für sein Werk Tektonik der Hellenen hochgerühmten Karl Bötticher, der sich für nachträgliche Absenkungen als Ursache annahm. Ziller hingegen belegte minutiös, dass die Tempel am Stufenbau und am Gebälk absichtlich kurviert wurden: „Es ist demnach keine einzige Triglyphe oder Metopentafel rechtwinklig geschnitten: alle sind den Kurvenlinien und ihrer Stellung im Triglyphon entsprechend gemodelt.“ Dennoch wurde die Frage der Kurvatur weiter kontrovers diskutiert. Noch 1879 wies Josef Durm „solche Feinheiten […] wie die absichtliche Curvatur“ entschieden zurück.
Ziller selbst ließ sich nicht beirren; bei der Verfertigung der Pläne für die Akademie setzte er das erste Mal nach der Antike den Krümmungseffekt der Kurvatur wieder ein. Ganz der Praktiker, schloss er seinen 1865 publizierten Artikel in der Zeitschrift für Bauwesen mit für die Praxis aufbereiteten Anweisungen zur Erstellung gekrümmter Horizontalen: „Um hier die Curve zu verzeichnen, nimmt man ganz einfach das Stichmaass von der untersten Schicht, deren Curve man ganz unabhängig vom Nivellement, durch Abvisieren der Curvenbase von den Ecken des Bauwerks aus und Auftragen der Ordinaten der Curve auf dieselbe, construiren kann. Wie sich hierbei herausstellt, so macht die Herstellung der Curvaturen bei der Ausführung durchaus keine grösseren Schwierigkeiten, als die der vollständig Horizontalen“.

### Polychromie
Ziller „verstand […] viel von der antiken Polychromie, denn Griechenlands Tempel und Statuen waren nicht von weißer marmorner Blässe wie wir sie heute kennen, sondern von bunter Vielfarbigkeit. Ziller zeichnete die alten noch erhaltenen Ornamente und Statuen mit großem Einfühlungsvermögen ab und konnte so vieles der Nachwelt überliefern. 400 solcher Zeichnungen sind erhalten“. Dieses Beispiel vor Augen, nahm er auch für sein eigenes Werk die Polychromie in Anspruch; seine Aquarellentwürfe zeigten nicht nur farbig angelegte Fassaden, sondern auch im Inneren seiner Neubauten legte er detailliert farblich abgestimmte Raumentwürfe bis hin zu dazu passenden Möbelentwürfen fest.

### Dionysostheater

Dionysostheater: Hyposkenion, Zeichnung von Ernst Ziller

Dionysostheater, Plan von Ernst Ziller, 1877

Bei Ausgrabungen am Fuße der Akropolis im Jahr 1862 entdeckten Heinrich Strack, Ernst Curtius und Karl Bötticher Reste des Dionysostheaters. Bereits vor seiner Italienreise hatte Ziller im Auftrag der Athener Archäologischen Gesellschaft begonnen, diese Reste aufzunehmen und in zahlreichen Zeichnungen festzuhalten. So entstanden nicht nur der Lageplan, präzise Grundrisse und die Aufmessung des Geländequerschnitts, sondern auch Darstellungen einzelner Prunkstücke wie des Throns des Dionysospriesters und des mittleren Teils des Hyposkenions des Phaidros, die den Umfang der Funde aufzeigten. Seine Unterlagen wurden nicht nur im Journal der Archäologischen Gesellschaft (Archaiologike Ephemeris) gezeigt, sondern auch in weiteren Fachzeitschriften publiziert, wofür er sich 1870 und 1877 erneut mit der Anlage beschäftigte. Dies verschaffte ihm bereits 1868 in Fachkreisen eine erste Bekanntheit als der „Architekt Ziller, ein Schüler Hansen's, durch seine Aufnahme des Bacchustheaters bekannt“.

### Troja

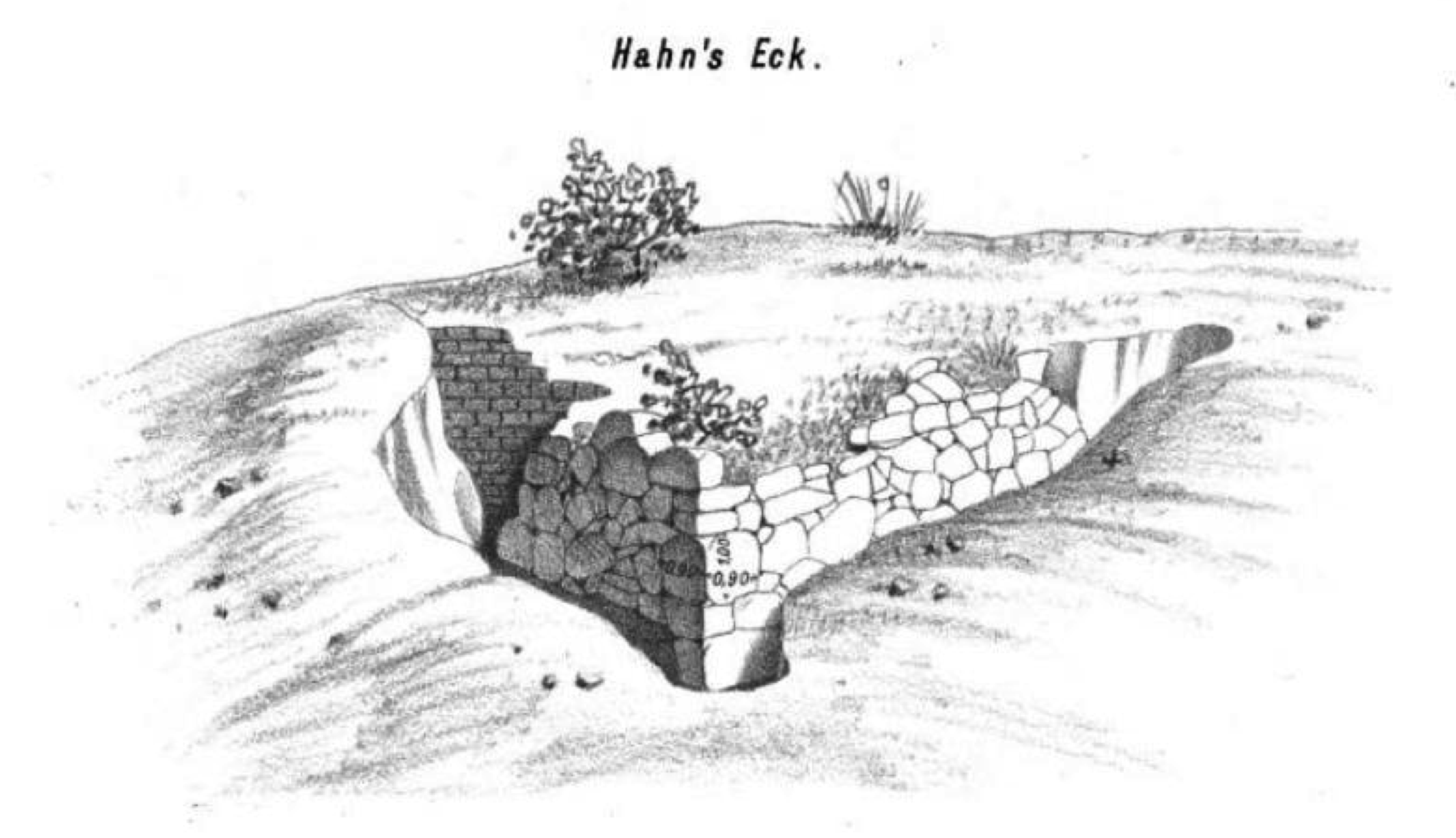
Zeichnung Zillers von den Ausgrabungen Hahns, 1864

Im Mai 1864 lud der österreichische Konsul für das östliche Griechenland und Balkanfachmann Johann Georg von Hahn Ziller und den Astronomen Schmidt ein, ihn auf eine Ausgrabungsfahrt an den Ort des mutmaßlichen Troja zu begleiten. Die Ergebnisse der Ausgrabung veröffentlichte Hahn, einschließlich der von Ziller geschaffenen Abbildungen und der von Schmidt erstellten Karten. Ziller hielt später in seinem Tagebuch fest: „Diese Broschüre borgte ich dem Dr. Schliemann, als er nach Athen kam und das erstemal nach Troja wollte. Hierdurch machte ich seine Bekanntschaft.“
Schliemann (1822–1890) bestätigte in seinem Bericht über seine erste Reise nach Troja 1868 die Hahn-Zillersche Grabung und beschrieb auch den Grabungsort, wobei er sich in der Datierung irrt und das Herausgabedatum der Broschüre nennt: „Der Consul Hahn hat mit dem Architecten Ziller im Jahre 1865 auf dieser Anhöhe Ausgrabungen veranstaltet, und fast den Umfang einer kleinen Citadelle zu Tage gefördert…“. Schliemanns sensationeller Fund, der Schatz des Priamos, stammte jedoch von einer anderen Stelle des Siedlungsplatzes.
Das eher zufällige Kennenlernen zwischen Schliemann und Ziller sollte zu einer lebenslangen Freundschaft zwischen den beiden führen. Ziller entwarf in späterer Zeit Schliemanns Athener Wohnsitz, ein prachtvolles Stadtpalais (Iliou Melathron, 1878/1879), und auch Schliemanns letzte Ruhestätte (Schliemann-Mausoleum auf dem Ersten Athener Friedhof) stammte von Ziller.

### Panathenäisches Stadion

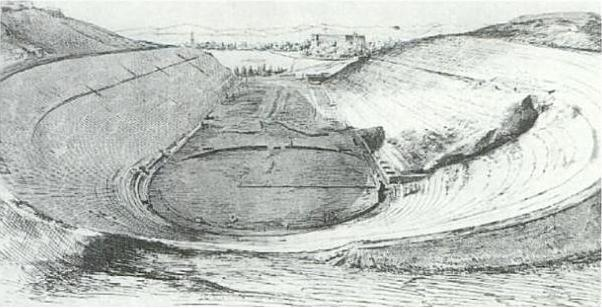
Panathenäisches Stadion, Zeichnung von Ziller, 1870

Eröffnungsfeier der Olympischen Spiele 1896

Zillers bedeutendste Entdeckung geht zurück bis 1864. Bereits in jenem Jahr soll er ein Grundstück gekauft haben, auf dem schon vor ihm vergebens nach den Resten des antiken Stadions gesucht worden war. Allerdings dauerte es bis zu seiner Rückkehr nach Athen 1868, ehe sich Ziller um erste Ausgrabungsschritte auf seinem Grundstück kümmern konnte. Im Jahr 1869 berichtete er brieflich von der Wiederentdeckung des Panathenäischen Stadions und dass er auf erhaltene Reste gestoßen sei. Da jedoch etwa 13.000 Kubikmeter Erde abzutragen waren, was Zillers Möglichkeiten überschritt, übernahm der König die Kosten für die Ausgrabung und stattete Ziller mit weiteren Geldern aus, um angrenzende Grundstücke für den König zu erwerben und so das gesamte Areal des Stadions zu sichern. Ein- bis zweimal wöchentlich traf Ziller König Georg I., teilweise mit der Königin Olga, auf der Ausgrabungsstätte. Im Jahr 1870 erschien sein Bericht in der Zeitschrift für Bauwesen. Nachdem die Ausgrabungsstätte durch den griechischen Architekten Anastasios Metaxas provisorisch hergerichtet worden war, fanden dort am 15. November 1870 die zweiten Olympien statt.
Anhand seiner Erkenntnisse entwarf Ziller eine Rekonstruktion eines „neu-alten“ Stadions, das wiederum von Metaxas unter Einbeziehung der bestehenden Reste und Verwendung von strahlend weißem Pentelischem Marmor umgesetzt wurde. Pierre de Coubertin eröffnete in diesem Athener Stadion die Olympischen Spiele von 1896.

### Weitere Grabungen

Athen, Karte von Ernst Ziller (1877)

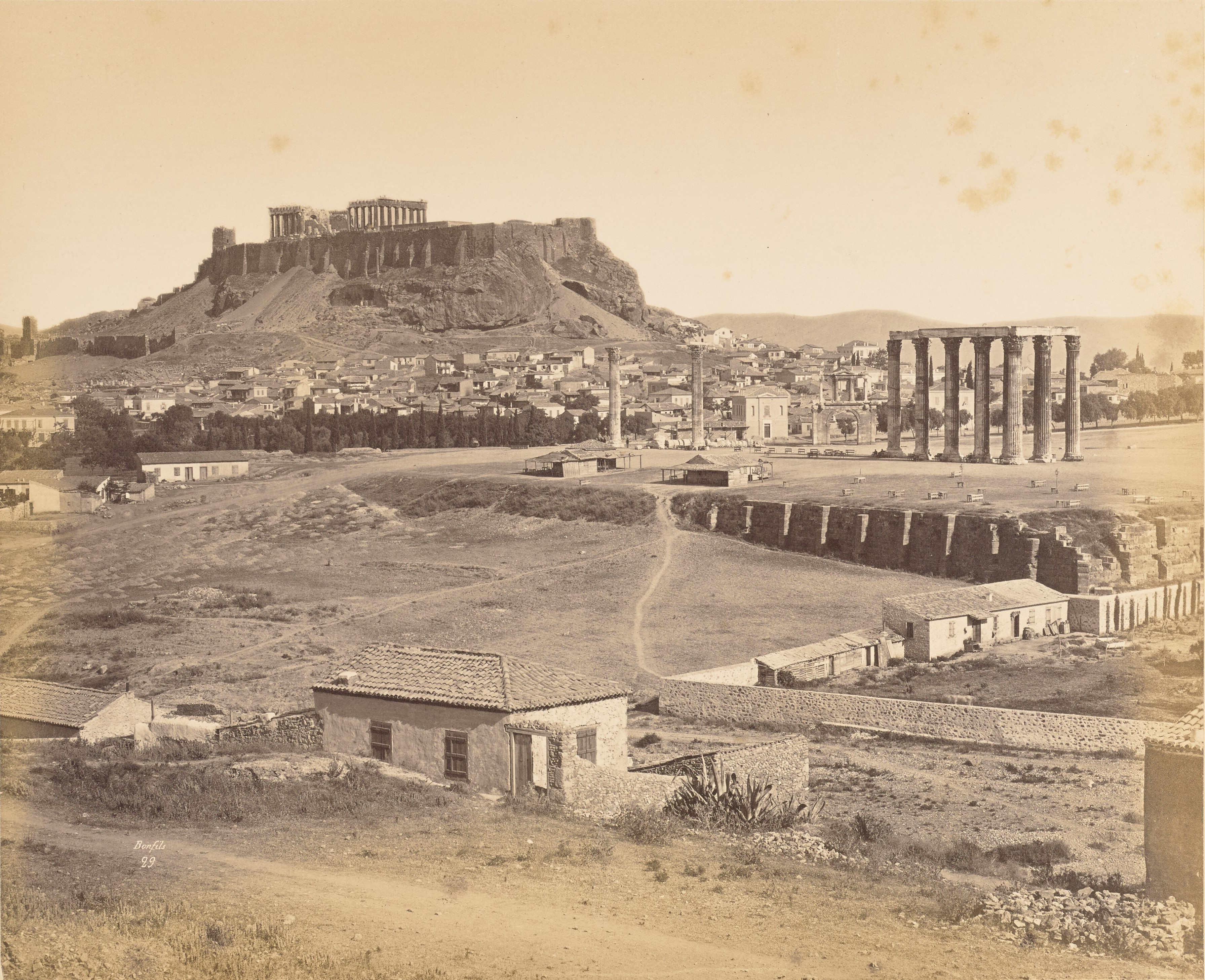
Fotografie von Félix Bonfils: Die Akropolis und der Zeustempel im Vordergrund (1868)

Im August 1862 war Ziller zu archäologischen Studien auf der Insel Ägina und im September 1862 und von da an immer wieder bis 1897 zu Grabungen auf der Athener Akropolis.
Im östlichen Attika, in Rhamnous, grub er 1868. Den von Russack aus den Tagebüchern Zillers zusammengefassten Schilderungen nach kam es dabei zu einer für Ziller glimpflich verlaufenen Begegnung mit einem örtlichen Räuberhauptmann und seiner Bande.
Im Oktober 1876 untersuchte Ziller zusammen mit dem Erbprinzen von Meiningen, Bernhard III., die Ruinen von Eleutherai und Aigosthena. Die im Veröffentlichungsbericht enthaltenen Zeichnungen stammten erneut von Ziller.
Ziller veröffentlichte 1877 seine über mehrere Jahre betriebene Erforschung der antiken Wasserleitungen in Athen. Die moderne Stadt mit von Ziller vorausgesehenem Wasserproblem hatte zu jener Zeit 55 bis 60 Tausend Einwohner, während die antike Stadt um die 200 Tausend Einwohner mit Wasser versorgen konnte.
Im Jahr 1881 grub er zusammen mit Heinrich Schliemann in Orchomenos; ein Jahr später, während seiner Bauarbeiten am Rathaus von Hermoupolis, nahm er für einen Grabungsbericht die antiken Reste des dortigen Theaters auf.

### Einflüsse auf Zillers Architektur

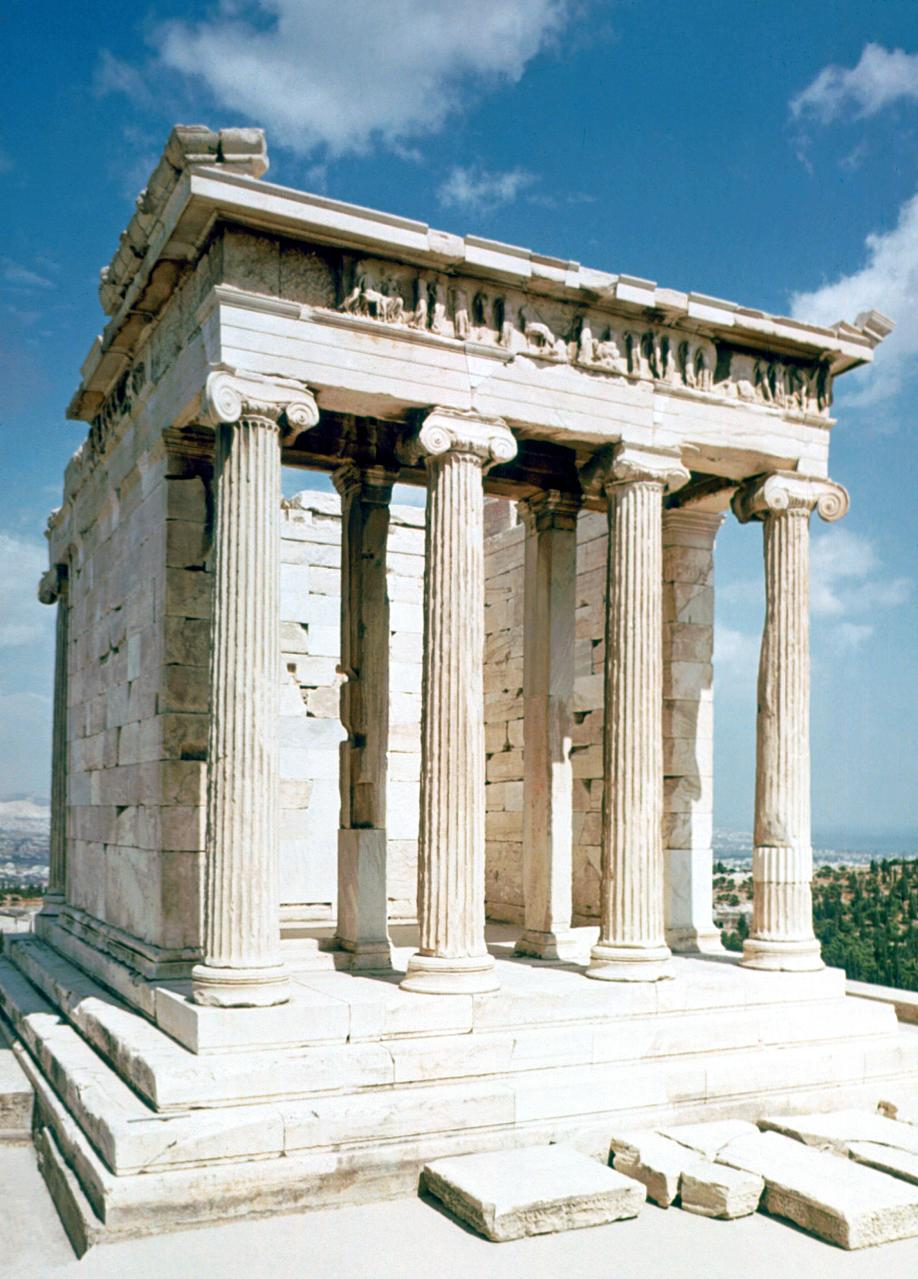
Tempel der Athena Nike

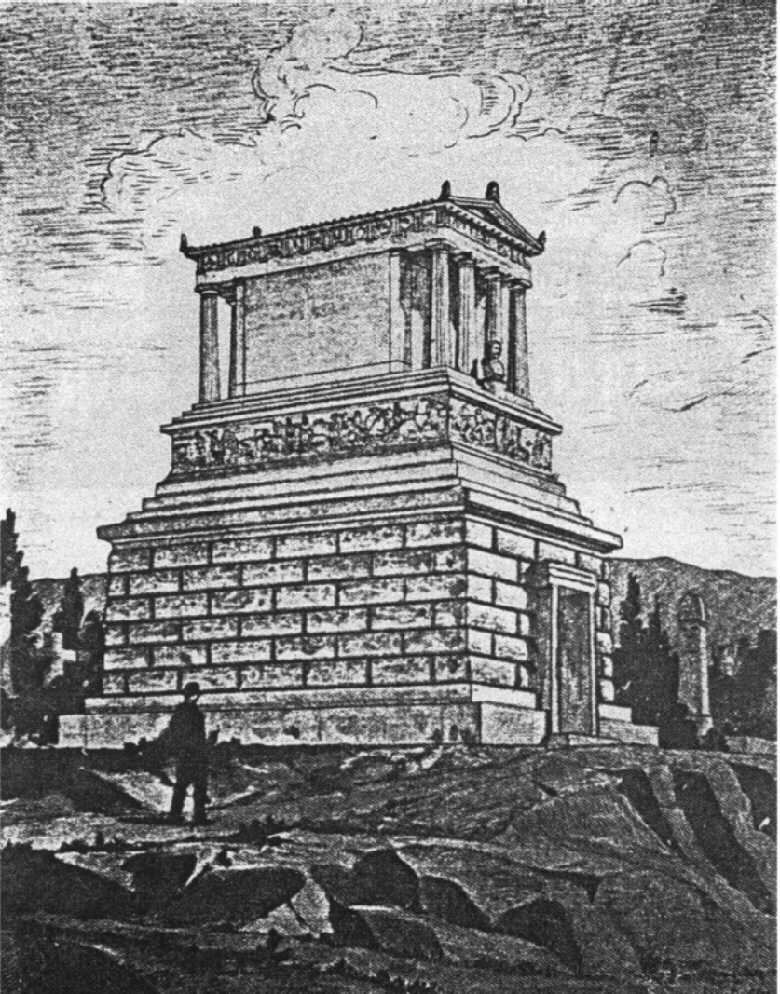
Grabmonument Schliemanns, Zeichnung von Ernst Ziller, 1892

Bereits Zillers Lehrer Hansen nahm Teile klassischer Monumente auf und ließ sie in seine Entwürfe einfließen. Auch Ziller übernahm die Arbeitsweise und ließ sich in seinem architektonischen Entwurfsdenken durch seine bauforscherischen Ergebnisse und archäologischen Erkenntnisse leiten. Im Generellen mündete dies in der Nutzung der Kurvaturen für seine Entwürfe, wie bereits in früher Zeit an seinen Planausführungen für die Athener Akademie zu sehen ist.
Im Speziellen ist die Übertragung der gewonnenen Erkenntnisse sehr unmittelbar am aus den 1880er Jahren stammenden Entwurf für das Königliche Theater zu erkennen. Die bestehenden Reste der Athener Hadriansbibliothek wurden als Idee kopiert und in der Straßenfassade nachgeahmt. Dabei ist die Lage an einer stark abschüssigen Straße ohne größeren Vorplatz noch nicht einmal ideal für eine Referenz an das Vorbild.
Zillers Grabmal für Heinrich Schliemann auf dem Ersten Athener Friedhof zeigt bis in kleine Details den Typus von Monument, wie er für antike Heroen errichtet wurde. Das Grabmal besteht aus einer großen Grabkammer als Unterbau für einen friesgeschmückten Sockel, auf dem wiederum ein dorischer Amphiprostylos steht. Ziller entwarf dadurch so etwas wie die dorische Variante des Tempels der Athena Nike. Jedoch auch der Parthenon beeinflusste Zillers Werk: „Die Proportionen von Säulen, Kapitell und Architrav entsprechen genau den Werten, die am Parthenon festzustellen sind.“ Ziller neigte die Säulen des Mausoleums um einen Zentimeter nach innen und machte die Ecksäulen fünf Zentimeter stärker als die Mittelsäulen. Die Säulenschäfte erhielten eine leichte Schwellung.
Ziller entsprach auch dem Wunsch Schliemanns, dass der Fries Szenen aus der Ilias zeige und dass die Metopenfelder archäologische Funde Schliemanns wiedergeben sollten.

## Selbstständiger Unternehmer

### Architekt

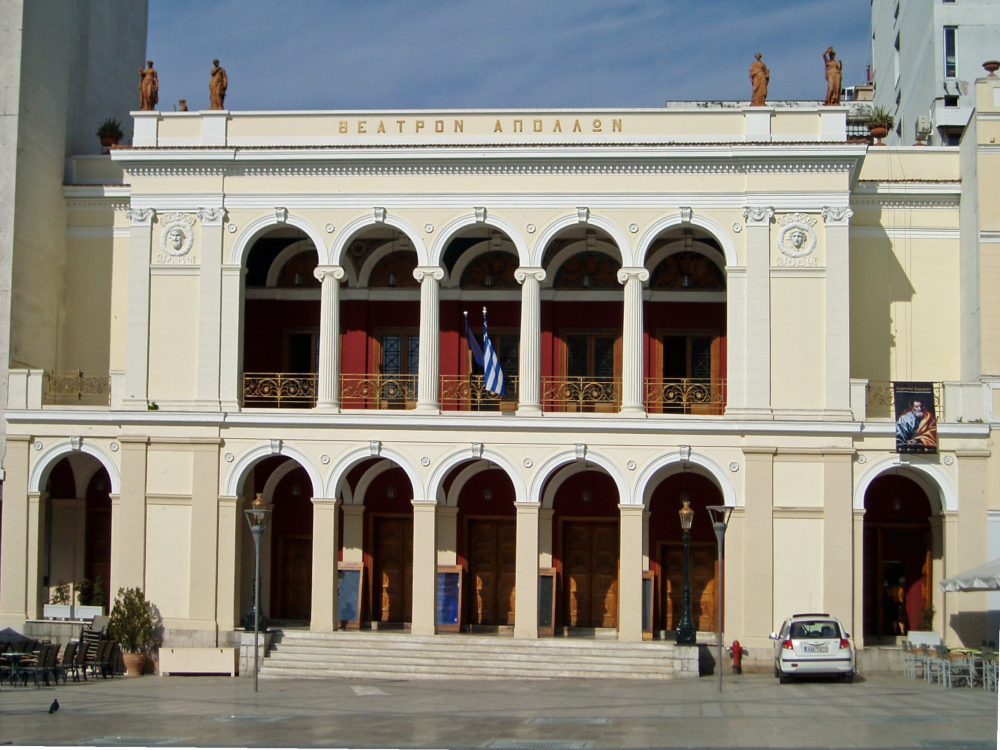
Apollon-Theater an der zentralen Platia Georgiou in Patras

Bereits 1862 berichtete Ziller, dass er für zwei Auftraggeber Projekte entwickelt habe, die jedoch noch nicht realisiert würden; „auch für meinen Bruder (in Oberlössnitz) 2, zu denen bereits der Grundstein gelegt ist. […] Dergleichen kleine Villen baut mein Bruder jährlich eine oder zwei auf Spekulation, und macht damit ganz gute Geschäfte.“ Da Ziller dies in den Briefen an Hansen schrieb und auch um so manche Unterstützung bei der Farbwahl und bei der anschließenden Weiterleitung der Unterlagen an den Bruder bat, ist anzunehmen, dass Ziller für seine Selbstständigkeit neben der angestellten Bauführung Hansens Einverständnis hatte. Und auch bei Hansen in Wien verfertigte er eigene Arbeiten.

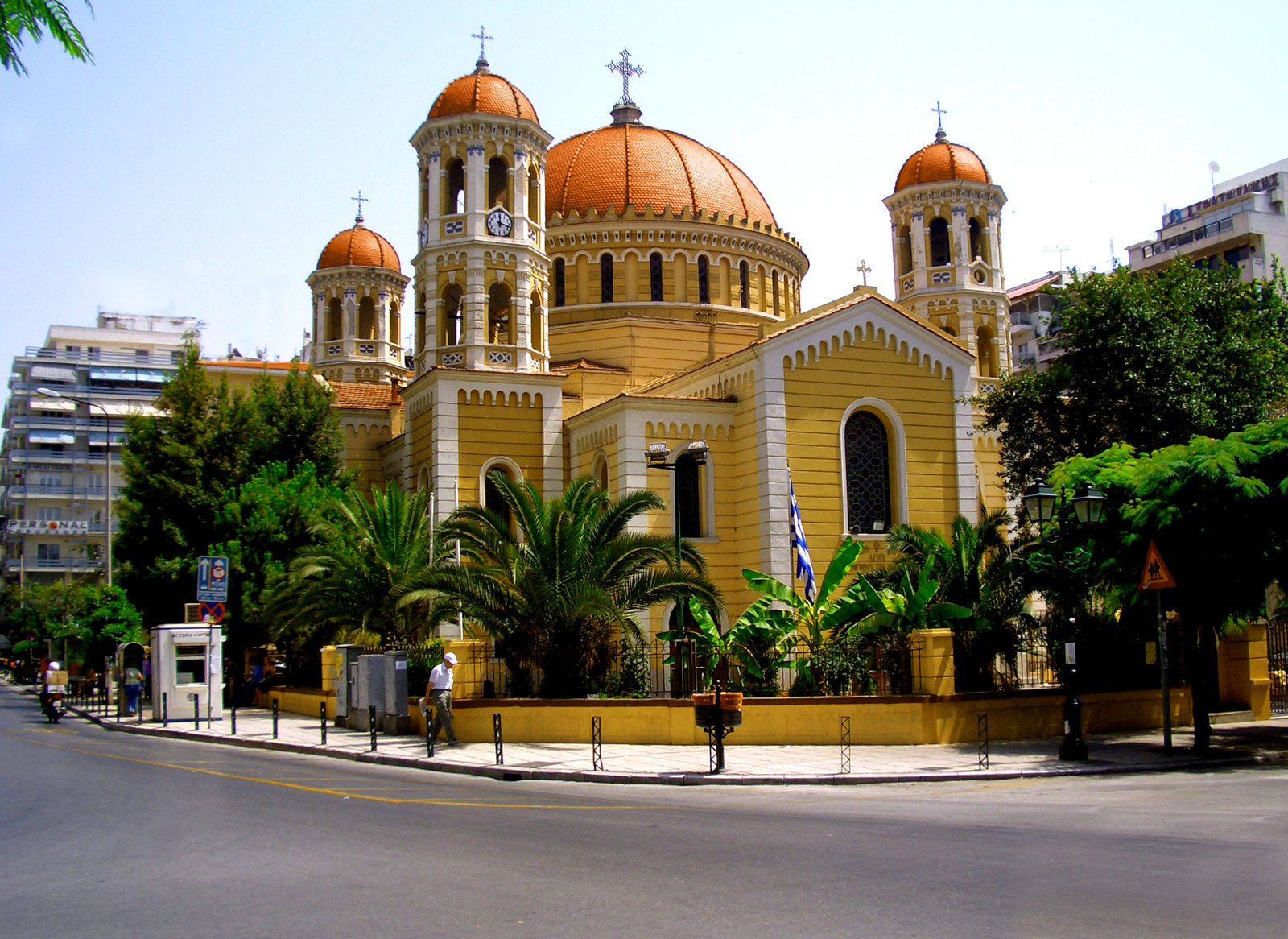
Metropolitankirche des hl. Gregorios Palamas, Thessaloniki

Obwohl Ziller 1868 hauptsächlich nach Athen zurückgekehrt war, um Hansens Bauten weiterzubetreuen, baute er nebenher ein eigenes Architekturbüro auf, das er nach kurzer Zeit durch seinen Bruder Paul verstärkte. Bereits 1869 war er durch seine Ausgrabungsveröffentlichungen so bekannt, dass er auf der Straße angesprochen wurde und man ihm gratulierte. Zu Beginn der 1870er Jahre kamen die ersten großen, öffentlichen Bauaufträge, so die Theater in Patras und in Zakynthos. Das Apollon-Theater in Patras orientierte sich stilistisch an den Renaissance-Stadtpalästen von Venedig, verschmolzen mit seiner Auffassung vom griechischen Klassizismus. Diesen hier begonnenen Eklektizismus sollte Ziller sein ganzes Werk hindurch beibehalten und zu einer Einheit bringen. Seine Kirchenbauten wichen jedoch stilistisch von dieser Richtung ab, da er dort von einem byzantinischen Stil ausging.

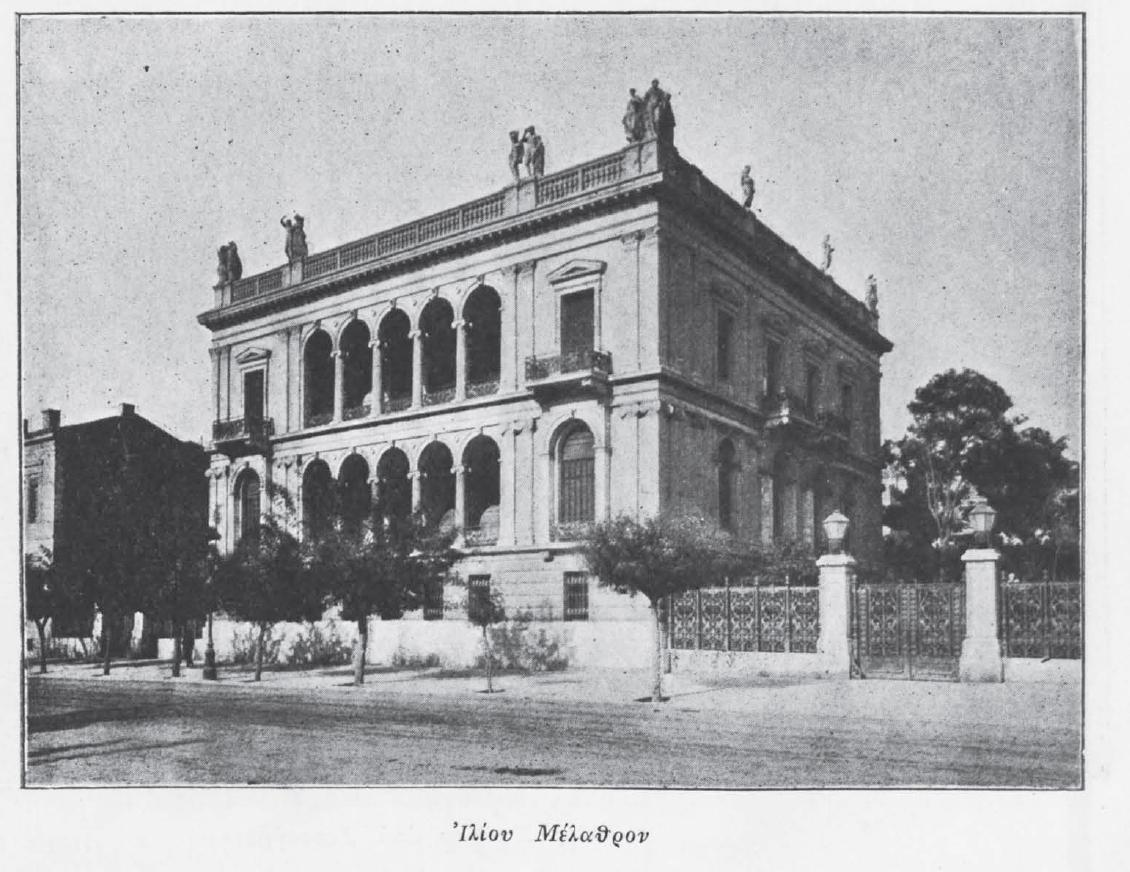
Illiou Melathron für Schliemann

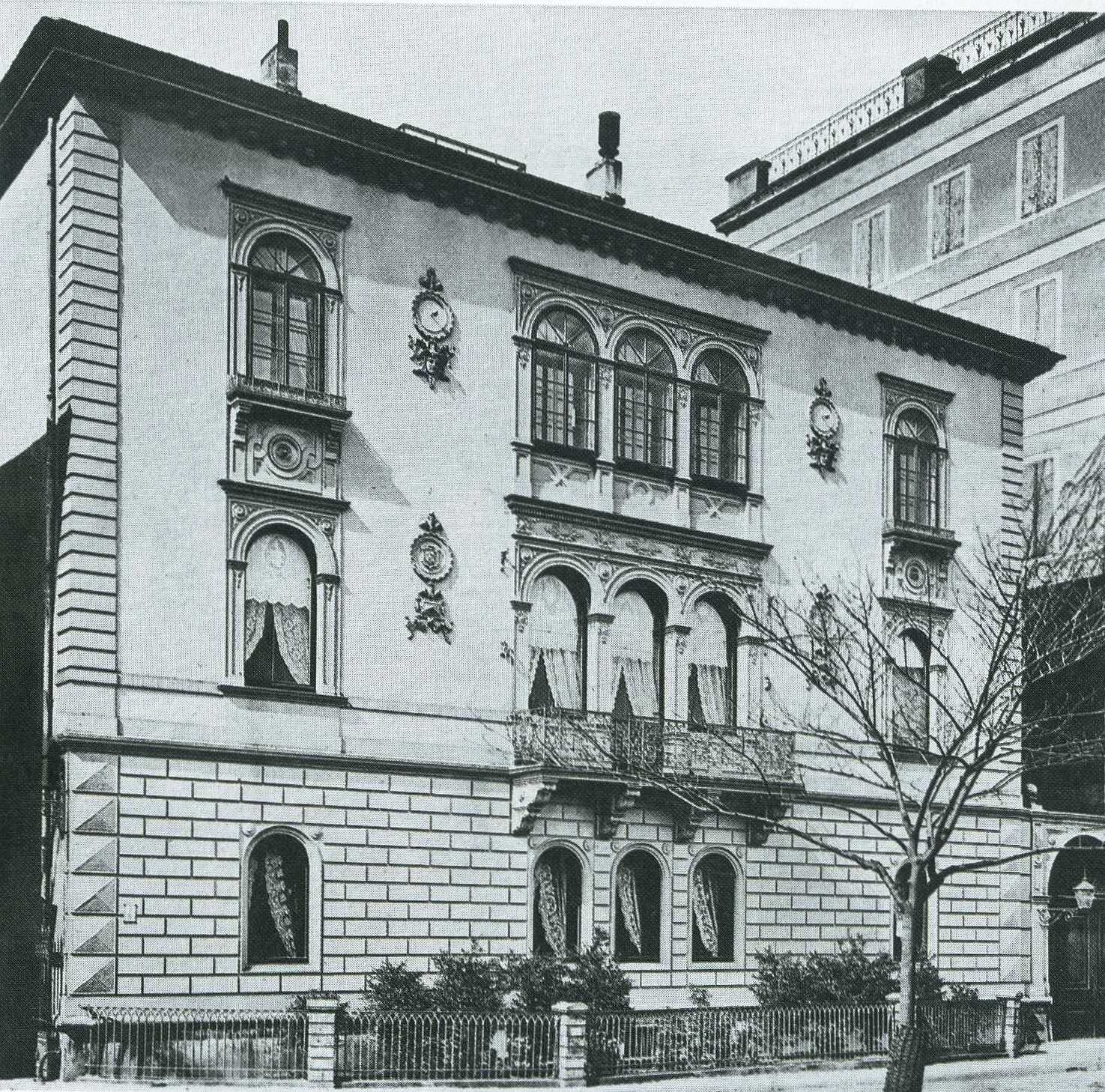
Haus Seebach von Nicolai

Innenraumgestaltung von Ernst Ziller

Möbelentwürfe von Ernst Ziller

In den folgenden Jahrzehnten erbaute er für das Athener und griechische Großbürgertum mehr als hundert Villen und Landhäuser, überall in Griechenland, hauptsächlich jedoch in Athen. Das wohl bedeutendste ließ sich sein Freund Heinrich Schliemann errichten: sein Wohnpalais Iliou Melathron (Palast von Ilion, 1878/1879, bis 1881 ausgemalt). Schliemanns Vorgabe: „Da ich zeitlebens in kleinen Häusern wohnte, möchte ich die restlichen Jahre meines Lebens in einem grossen Bau verbringen. Ich möchte Weiträumigkeit und nichts mehr. Du kannst jeglichen Stil auswählen, meine einzige Forderung ist eine breite Marmortreppe, die vom Erdgeschoss zum ersten Stock führen soll und als oberen Abschluss eine Terrasse“ führte laut Georgios Stylianos Korres zu einem der „repräsentativsten, prächtigsten und originellsten Gebäuden Europas des vorigen [19.] Jahrhunderts“. Der kompakte dreigeschossige Bau auf etwa quadratischem Grundriss zeigt in der Straßenansicht eine Rundbogenloggia und erinnert an den Palazzo Trevisan im Venedig des 16. Jahrhunderts, aber auch die Verwandtschaft mit Nicolais Haus Seebach und Sempers Villa Rosa ist zu erkennen. Insbesondere die Villa Rosa hatte es Schliemann auf einer Reise nach Dresden angetan, er soll sie Ziller als Architekturbeispiel empfohlen haben. Ziller zitiert sich jedoch auch schon selbst, hatte er doch bereits 1871 beim Theater in Patras diese Arkaden-Bogenfolge eingesetzt. Während Ziller davon ausging, dass die ihm zugekommene Erbschaft von Baron Sina in Höhe von 20.000 Drachmen ein Viertel der Baukosten einer Athener Stadtvilla ausmachte, also 80.000 Drachmen für ein solches Gebäude ausreichten, kostete Schliemanns Palast von Ilion, in dem sich heute das Numismatische Museum befindet, 439.650 Drachmen, bis er fertig war.
Nachdem Ziller das heroonartige Grabmonument für Schliemann auf dem Ersten Athener Friedhof fertiggestellt hatte, wurde dessen Leichnam 1892 dorthin umgebettet.
Die Reederfamilie Stathatos ließ sich 1895 im Stadtteil Kolonaki ihre Stadtvilla Megaro Stathatou errichten, in der sich heute das Museum für kykladische Kunst befindet.
Im Sinne eines ganzheitlichen Entwurfs stammten von Ziller auch Entwürfe über die Innenraumgestaltung von ihm entworfener Gebäude bis hin zur Gestaltung der dort aufzustellenden Möbel. Beim Wohnhaus Schliemanns überließ er zwar die detaillierte Ausgestaltung der von ihm entworfenen Innenräume dem Maler Jurij Šubic, der auch sein Athener Wohnhaus ausmalte, ließ jedoch von ihm selbst entworfene Fußböden verlegen.

### Die Brüder Ernst und Paul Ziller
Paul Ziller (1846–1931) war der jüngste Bruder von Ernst Ziller, und wie alle anderen bis auf Otto, der Kaufmann wurde, erlernte Paul einen Bauberuf. Nach seiner Steinmetzausbildung 1860–1862 studierte er, vermutlich in Dresden, Architektur. Ähnlich wie es der ältere Bruder Hans Christian Hansen mit seinem jüngeren Bruder Theophil gemacht hatte, zog auch Ernst als der Ältere den jüngeren Paul nach dessen Militärdienst 1868 nach Athen, damit er ihn bei der Arbeit unterstütze. Ab Ende der 1860er Jahre war es Ernst somit möglich, mehrfach für längere Zeiträume zu Studien- und Urlaubszwecken nach Italien zu gehen und die Überwachung der Bauaktivitäten an der Akademie dem Bruder Paul zu überlassen.
Mindestens bis 1878 arbeitete Paul als Assistent im Büro seines Bruders. Danach hat sich Paul selbst auch als Architekt in Athen niedergelassen, wo er selbstständig mit dem Entwurf von Häusern und Inneneinrichtungen beschäftigt war. Ernst berichtete 1881, dass sein Bruder gerade ein Theater gebaut habe. Mitte der 1890er Jahre kehrte Paul wieder nach Sachsen zurück.

### Quartiersentwicklung: „Quartier Tsiller“ in Piräus

Haus Patsiadis (re.) und linkes Nachbarhaus, Aquarellentwurf von Ziller

Quartier Tsiller in Piräus, Spitzdach von Haus Patsiadis (ganz re.) hinter dem linken Nachbarhaus, Zillers Kementplattenfabrik (Mitte). Ansichtskarte gestempelt 1908, fotografiert vom Westufer. In der Baulücke steht heute die Katharinen-Kirche.

Ziller hatte sich 1870 ein größeres Landgut in Piräus im heutigen Stadtteil Kastella auf der östlichen Landzunge der Bucht von Zea gekauft, zu dem der weit und breit ergiebigste Brunnen (oder eine Quelle) gehörte. Ab 1875 wohnte Ziller auch selbst dort. Im Jahr 1878 wurde das Landgut wieder erwähnt: Während sich Ziller mit seiner frisch angetrauten Ehefrau auf Hochzeitsreise befand, schrieb Bruder Paul, der wie immer die Aufsicht über die Geschäfte führte, an Hansen, dass der König immer noch auf Zillers Besitz in Piräus weile und wohl erst mit Ablauf des Monats nach Tatoi gehe. Ausschlaggebend war wohl die vor allem im Sommer sehr geschätzte Lage direkt am Meer, auf der Ostseite der Bucht von Zea, mit Blick auf den Saronischen Golf. Ziller baute dort „wahrscheinlich auf Spekulation“ (also wohl vorab und auf eigene Kosten) zahlreiche Villen, so dass sogar zeitgenössische Stadtpläne und Ansichtskarten die entstandene Villenkolonie „Quartier Tsiller“ oder „Villen-Colonie Ziller“ tauften. Im August des Jahres 1879 vermeldete Ziller: „In den Zeitungen lese ich, dass der König eine meiner Villen oder gar 3 Stück kaufen will. Nun, ich habe dieselben zum Verkauf […]“ Das Landgut wurde zur Goldgrube. Immer wieder verbrachte auch der König seine Sommer in einer der Zillerschen Villen, die mittlerweile alle nicht mehr existieren. Lediglich das Haus Patsiadis steht noch, in dessen erstem Stock sich „königliche Gemächer“ befunden haben. Heute ist dort eine Bar, das Café Ziller, in dessen Namen der „durch seine Athener Bauten weltberühmt gewordene[…] Dresdner Architekt[…] und Bauzeichner“ weiterlebt. Das Haus Patsiadis (37° 56′ 5″ N, 23° 39′ 4″ O), nach dem wohlhabenden piräischen Bürger P. Patsiadis, bildet die südöstliche Ecke der Straßenbebauung an der Ausfahrt aus dem Hafen. Davor liegt die 1891 in Alexandra-Platz umbenannte Freifläche (ehemals wohl Kap-Munichia-Platz beziehungsweise Ziller-Platz).

### Baustoff-Fabrikant
Im Jahr 1879 berichtete Ziller, dass er seine „Kementplattenfabrik […] in Gang gebracht [habe und] beabsichtige, wenn es irgend geht, alle Häuser in Athen, und alle Fusssteige mit Platten täfeln zu lassen“. Wichtig war ihm die „Bewachung des Fabrikgeheimnisses“. Im ersten Jahr brachte ihm die Fabrik einen Reingewinn von 3.000 Drachmen (Lateinische Münzunion), „und wenn die Sache gut geht, so werde [er sich] in Athen ein Haus davon bauen.“ Ziller war zufrieden mit dem Unternehmen, das mindestens noch 1890 in Betrieb war und dessen Gebäude auch auf einer Ansichtskarte von 1908 noch zu sehen ist. Diese Fabrik stand auf dem Areal des Quartiers Tsiller in Piräus, wie Anmerkungen und Fotos bei Spichty mit einer Karte des Hafens von Zea zeigen.

## Architektur-Professor, dann Baudirektor

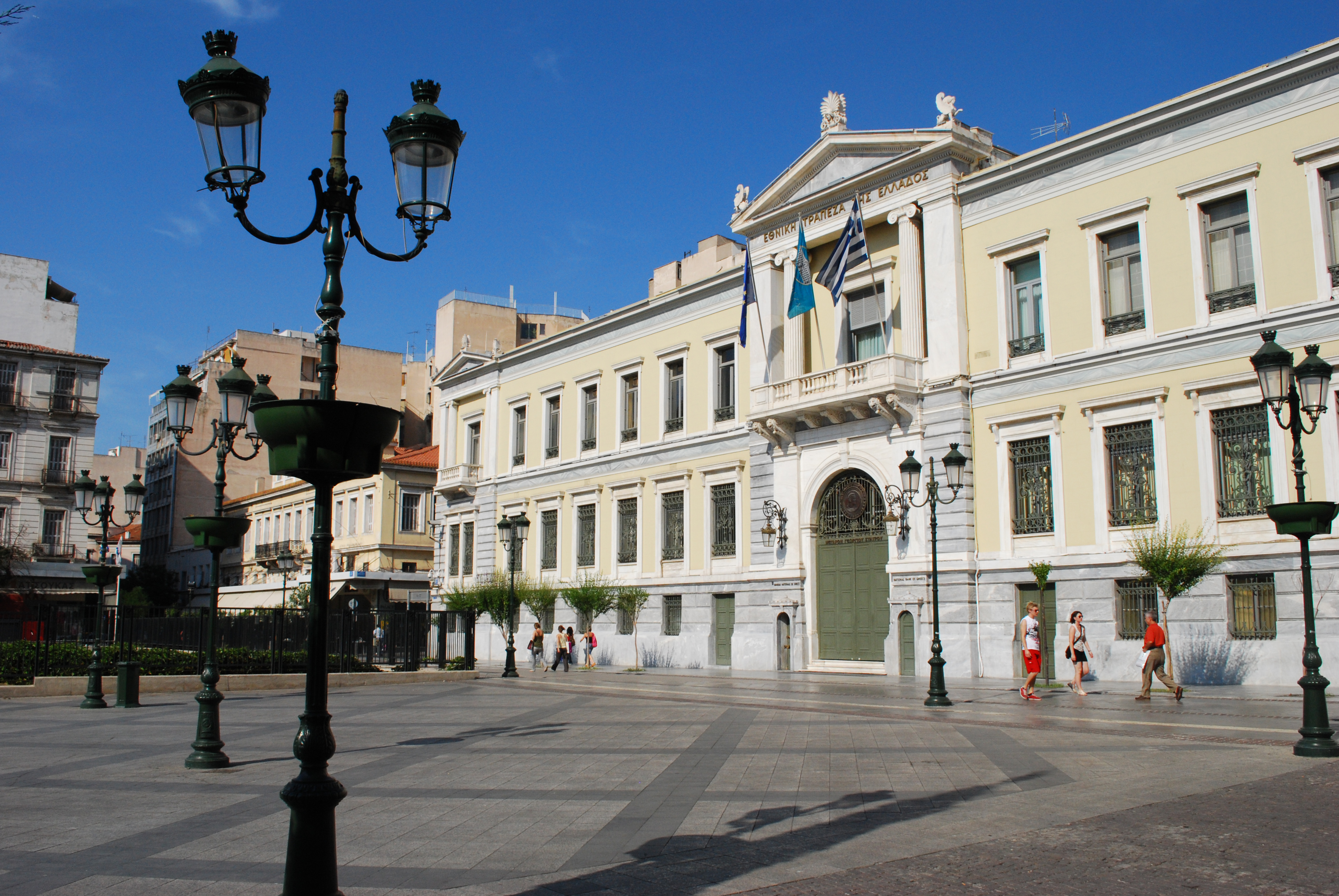
Nationalbankgebäude, heute National Bank of Greece

Im Jahr 1872 wurde Ziller als Professor für Architektur an die „politechnische Schule“ (Polytechnion. Nationale Technische Universität Athen) berufen. Im Jahr 1883 schrieb er Hansen von seiner Entlassung aus dem Lehramt durch den „Minister Trikupis“ (gemeint war der Ministerpräsident Charilaos Trikoupis), was für Ziller eindeutig positive Aspekte hätte. Er habe sich für die Schule aufgerieben und dadurch sogar manchen Auftrag eingebüßt. Künftig wollte er sich lieber mit Aufträgen überhäufen lassen, was viel einträglicher sei. Dies gelang, da er in den 1880er Jahren den endgültigen Durchbruch als erfolgreicher Architekt schaffte.

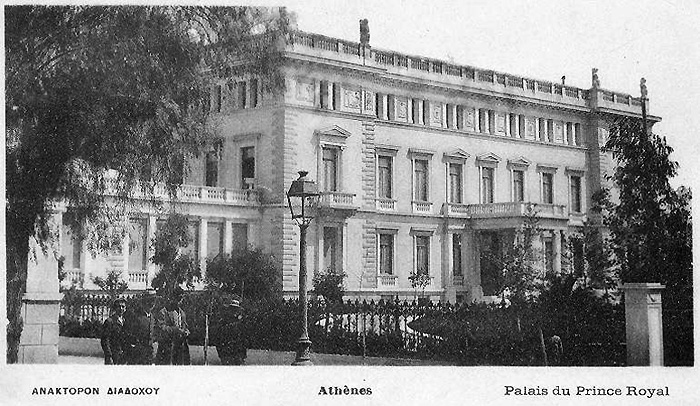
Kronprinzenpalais, 1909

Um 1880 fasste König Georg den Entschluss zum Bau des Königlichen Theaters. Ernst Ziller wurde mit dem Entwurf und der Errichtung des Neorenaissancebaus beauftragt, dessen Fassade sich an der antiken Hadriansbibliothek orientiert. Der Ausbau des um 1890 fertiggestellten Gebäudes zog sich bis zum Jahr 1900 hin. Bereits vorher hatte Ziller das Stadttheater (1887/1888) errichtet.

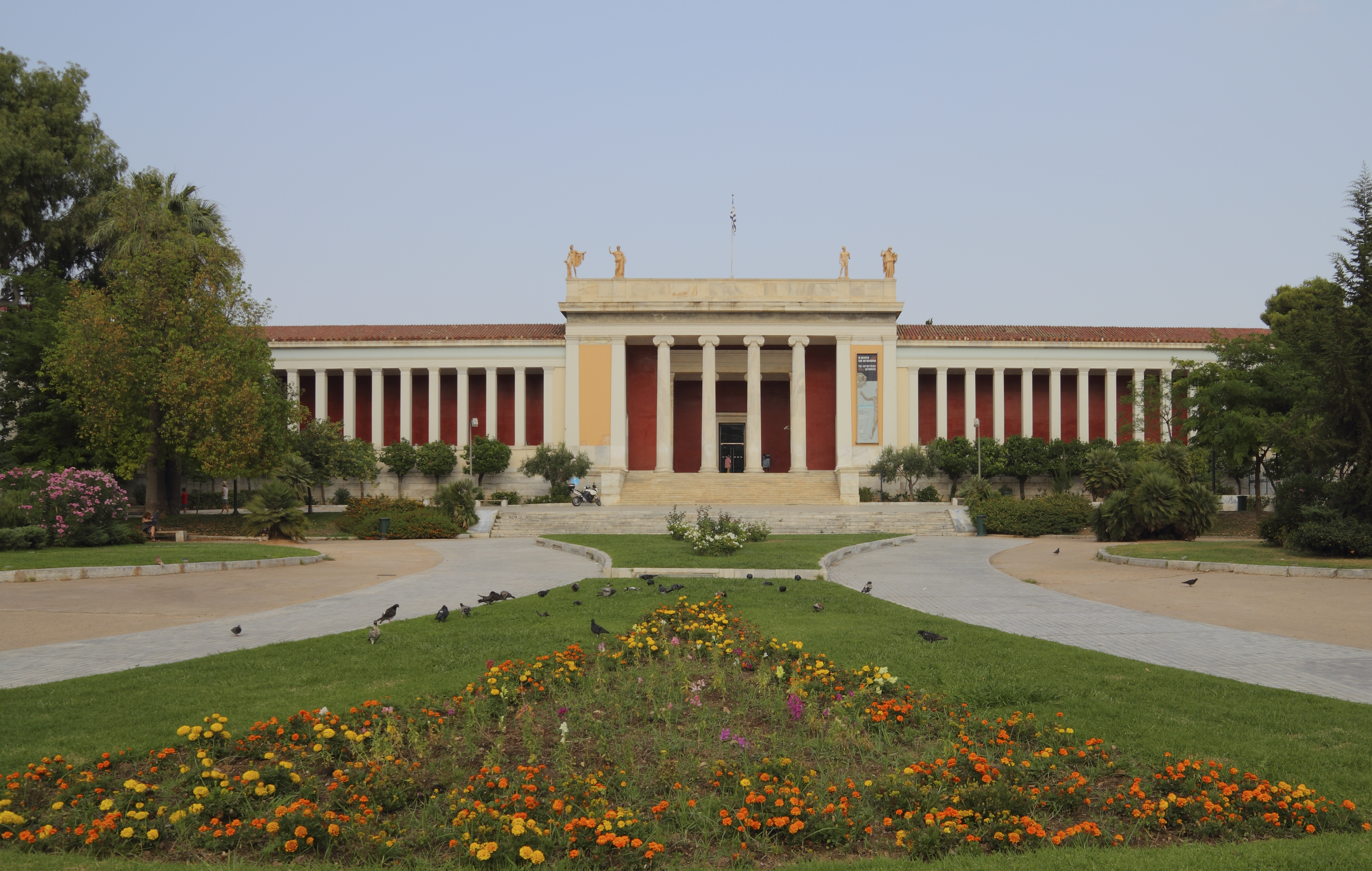
Archäologisches Nationalmuseum

Im Jahr 1884 erhielt Ziller die Berufung zum Ministerialbeamten, er wurde Direktor für öffentliche Bauten der ersten Kanzlei des Innenministeriums, dort, wo ehemals Eduard Schaubert gewesen war, womit Ziller zum Baumeister des griechischen Königs Georg I. avancierte. Dies blieb er mindestens bis zum Griechischen Staatsbankrott von 1893, als erst einmal das Bauen aus öffentlichen Mitteln eingestellt werden musste. Er war für die Errichtung des Archäologischen Nationalmuseums (das ursprünglich von Ludwig Lange entworfen wurde, dessen Fassade jedoch von Ziller stammt), der Nationalbank, der Hauptpost und des Athener Kronprinzenpalais (später Stadtschloss, 1891–1893, heute Sitz des Staatspräsidenten) verantwortlich. Im Jahr 1888 berichtete Ziller, er habe gerade ein Waisenhaus für Mädchen fertig entworfen, sei gerade mit dem Entwurf für die Kadettenschule beschäftigt, dann kämen die Gerichtshöfe und Ministerien. In einem Brief vom September 1890 schrieb er, dass Trikoupis ihn mit dem Bau eines Finanzministeriums beauftragt habe; er entwerfe gleichzeitig ein städtisches Krankenhaus, während die Gerichtshöfe auf ihn warteten. Bei vielen, zumindest der öffentlichen Bauten „muss man wohl von kataloghaften, standardisierten Entwurfs- und auch Ausführungsprozessen ausgehen. Besonders das Beispiel der Cadettenschule, um 1900 vollendet, lässt eine lieblose und nüchterne Architektur erkennen“. Ziller entwarf für die königliche Familie verschiedene Landhäuser, auf den wohl nicht ausgeführten Entwurf für den Sommersitz auf Petalon folgte der Bau des königlichen Landhauses bei Tatoi.

## Privates

Ernst Ziller und Ehefrau Sophia geb. Doudou

### Familie
Ziller lernte auf einer seiner Reisen nach Wien, im Frühjahr 1876, die aus einer makedonischen Familie stammende Klaviersolistin Sophia Doudou kennen. Ihr Vater Konstantinos Doudos war ein aus Kozani stammender und in Wien lebender Kaufmann. Die vielsprachige Sophia war als Pianistin am Konservatorium in Wien ausgebildet, wo sie eine Goldmedaille erhalten hatte. Nach der Verlobung im Mai folgte bereits im Juni 1876 die Heirat. Die Hochzeitsreise führte die beiden zu seinen Verwandten in die Lößnitz bei Dresden, dann zogen sie nach Athen. Im Mai 1879 wurde ihre erste Tochter geboren, zwei Jahre darauf folgte ein Sohn, insgesamt wurden es drei Töchter und zwei Söhne.
Ziller genoss das Familienleben und reiste öfter mit Frau und Kindern, neben Wien auch in die Sommerfrische nach Konstantinopel. Wie er es bei seinem eigenen Vater erfahren hatte, gab auch er seinem ältesten Sohn zu Hause Unterricht in darstellender Geometrie. Das Paar führte ein „kunstfreudiges Haus […], wo die interessantesten Köpfe des damaligen Athen verkehrten“. Sophia Doudou-Ziller, Athens erste Klavierlehrerin, gab vielen Kindern bedeutender Athener Einwohner privaten Klavierunterricht, lehrte am Athener Konservatorium und komponierte ihre eigenen Stücke. Sie erhielt von Franz Liszt wie auch von Camille Saint-Saëns lobende Erwähnungen.
Tochter Josephina (Fifi) Dima-Ziller (1885–1965), die später den Maler Dimitrios Dimas (1886–1957) heiratete, wurde Malerin. Sie verwahrte die Hinterlassenschaft Zillers, bis die wichtigsten Stücke davon 1961 an die Nationalgalerie übertragen wurden, so auch Zillers Tagebuch, das von Russack für seine Erarbeitung von 1942 genutzt worden war.

### Wohnen

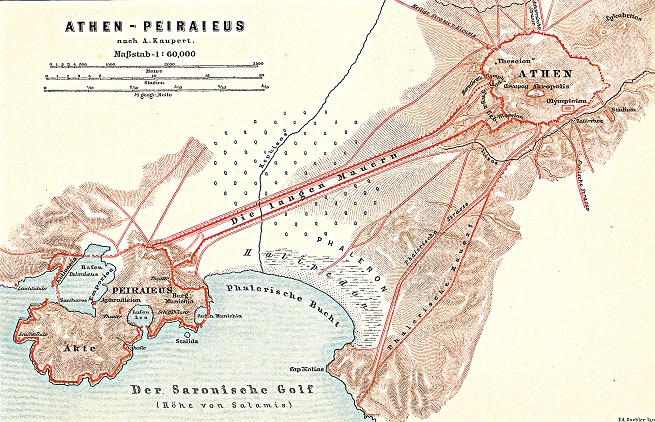
Athen und Piräus

Anfänglich logierte Ziller in Athen. Im Jahr 1870 erwarb er ein größeres Landgut außerhalb der Metropole in Piräus, im heutigen Stadtteil Kastella. Dieses lag auf der östlichen Landzunge, die die Bucht von Zea (Passalimani) schützt. Dorthin zog er 1875, vermutlich in ein bestehendes Haus, da er nirgendwo von einem Hausbau in Piräus für sich berichtet. Zu dem Areal gehörte der weit und breit ergiebigste Wasserbrunnen (oder eine Quelle), so dass Ziller später in trockenen Sommermonaten auch seine Nachbarn mit Wasser versorgen konnte. Das Areal sollte noch als Quartier Tsiller landesweite Bekanntheit erreichen und sich für Ziller zu einer Goldgrube entwickeln.
Eine eigene Stadtvilla in Athen konnte sich Ziller erst 1882/1883 bauen. Die dazu nötigen Mittel stammten unter anderem von Baron Simon Georg von Sina, mit dem Ziller seit seiner Wiener Zeit und den Arbeiten zur Errichtung der Athener Akademie freundschaftlich verbunden war. Sina bedachte Ziller testamentarisch mit 20.000 Drachmen, eine Summe, die etwa einem Viertel einer Stadtvilla entsprach. In jahrelangen Verhandlungen mit den Nachlassverwaltern des 1876 in Wien verstorbenen Barons musste Ziller diesen die Summe „abpressen“. Zusätzlich musste Ziller 4.000 Quadratmeter seines Anwesens in Piräus verkaufen. Die Stadtvilla mit dem Büro lag in der Odos Mavromichali 6; im Archiv von Hansen hat sich ein Grundriss des ersten Stocks erhalten, den Ziller 1889 einer Einladung nach Athen anlässlich der Vermählung des Kronprinzen beigefügt hatte. Das für Hansen vorgesehene Zimmer hatte Balkon und Ausblick auf die Akropolis.
Ziller wohnte während der Sommermonate immer mit der Familie in Piräus, „wo man frische Seeluft hat“. Morgens nahm er den 6-Uhr-Zug nach Athen, um nach getaner Arbeit abends mit dem 6-Uhr-Zug zurückzukehren.

### Kontakte zur deutschen Verwandtschaft
Ernst Ziller, das wohl einflussreichste Mitglied einer ursprünglich sächsischen Baumeisterfamilie, war der älteste Bruder der Radebeuler Baumeister Moritz und Gustav sowie des Architekten Paul, allesamt Söhne des sächsischen Baumeisters Christian Gottlieb Ziller, sowie ein Vetter zweiten Grades des preußischen Architekten Carl Ernst Heinrich Ziller, dessen Vater Christian Heinrich für Schinkel arbeitete.
Ziller hielt nicht nur zu Anfang den Kontakt zu seiner deutschen Verwandtschaft, als er 1862 für seinen Bruder Moritz, der ab jenem Jahr auch als Bauverantwortlicher in dem Bauunternehmen des Vaters auftrat, Pläne für den Bau zweier Villen in der Lößnitz entwarf. Im Jahr 1865 entstanden Pläne für einen dortigen Kirchenbau, der im Stil byzantinisch war, so wie alle seine Kirchenbauten dieser Grundrichtung folgen sollten. Die Zeitung in Kötzschenbroda, der größten der zehn Lößnitzortschaften, berichtete 1869, dass Ziller im Monat vorher „auf das Stadion Lykurg im Jahre 340 gekommen“ sei (also das Panathinaiko-Stadion) und dass der König von Griechenland die Ausgrabungen unter Zillers Leitung fortzusetzen beschlossen habe.

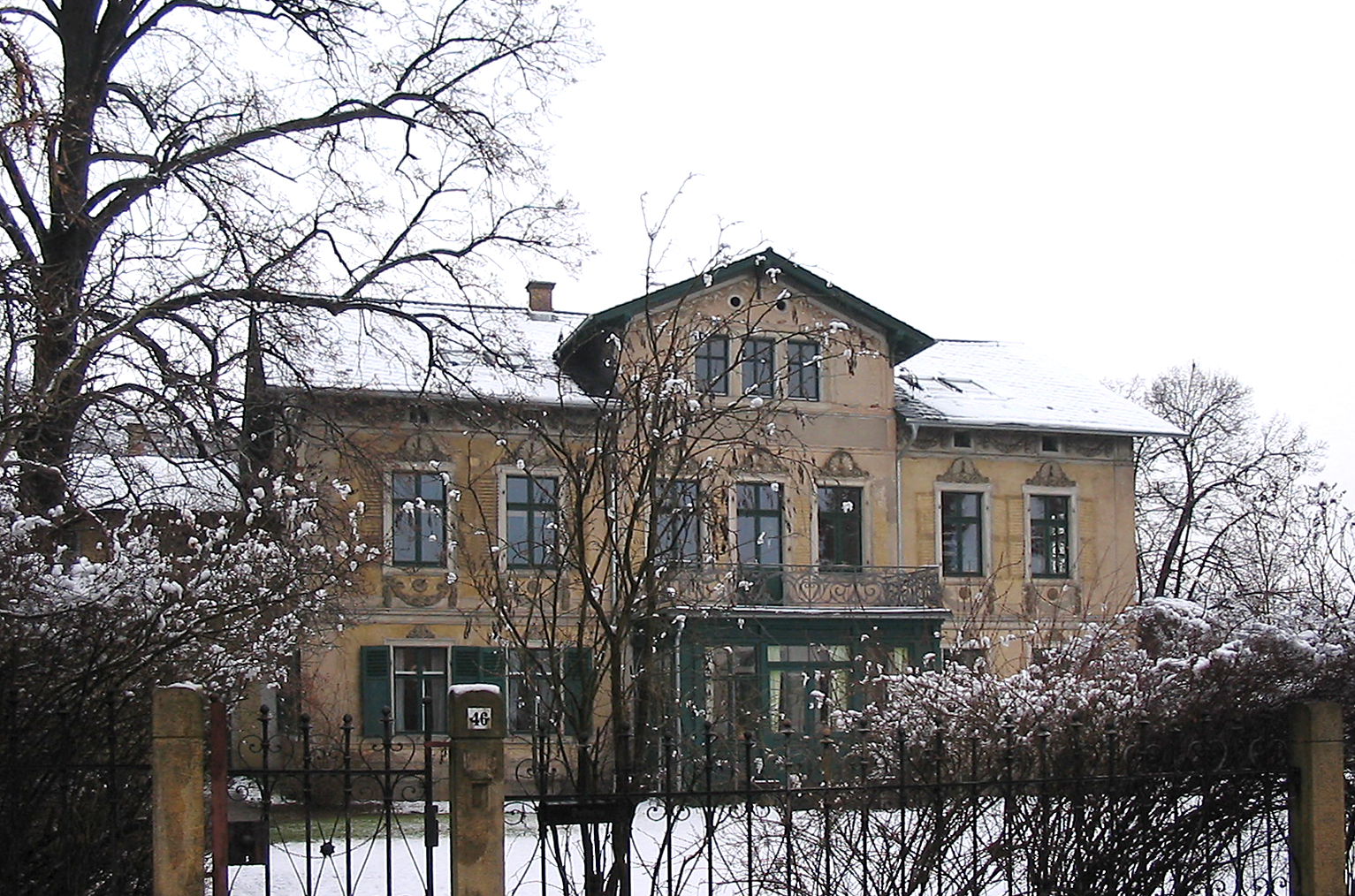
Villa im Schweizerstil von 1862: Villa Waldhof der Gebrüder Ziller, Niederlößnitz, später im Besitz ihrer Schwester Helene

Nach einem Radebeul-Besuch im Juli 1878 schrieb er im Folgemonat an Hansen: „Meine zwei Brüder, Moritz und Gustav, haben hier sehr viel in den letzten 4 Jahren gebaut, und einen ganz bedeutenden Unternehmungsgeist entwickelt. Ihr Wasserwerk ist eine viel grossartigere Unternehmung als ich anfänglich glaubte; es kann ja die ganze Gegend dadurch mit Wasser versorgt werden… Jetzt gibt es viele Springbrunnen; die Rasenplätze und Bäume können täglich einige Male mit Wasser besprengt werden: kurz, es ist eine Pracht, die neuangelegten Gärten gedeihen zu sehen.“ Und er überlegte, was mit genügend Wasser aus Athen und der Umgebung werden könnte. Das Zillersche Wasserwerk wurde zum Vorbild beispielsweise des Wasserwerks in Gropa, heute Lakka.

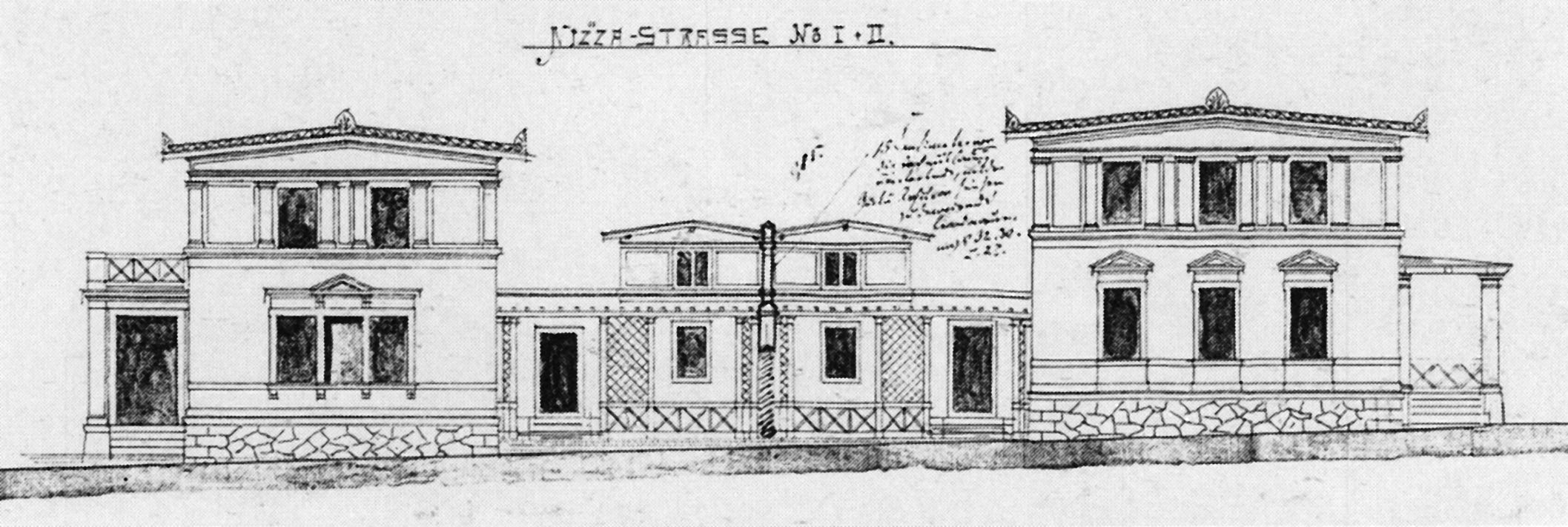
Villa Nizzastraße 11 und Villa Agnes, Oberlößnitz, Bauzeichnung von 1879

Einige Entwürfe für seine Villen in Kifisia erinnern stark an eine häufig gebaute Spezialität der Gebrüder Ziller: an deren Villen und Landhäuser im Schweizerstil. Sein Entwurf für den realisierten königlichen Landsitz in Tatoi entsprach ebenfalls dieser Stilrichtung.
Der Besuch der Familien Karl und Emma May sowie Richard und Klara Plöhn im Jahr 1900 geschah auf Vermittlung der Ziller-Geschwister in Sachsen.
Die Beeinflussung wirkte auch in die andere Richtung: Um 1879 errichteten Moritz und Gustav in Oberlößnitz in der von ihnen erschlossenen Nizzastraße mehrere an griechische Vorbilder erinnernde, landhausartige Villen. In einer davon, der Villa Agnes, wohnte Karl May, bevor er seine Villa Shatterhand von ihnen erwarb – einen Bau, der als „italianisierende Renaissance“ in Dehios Handbuch der Deutschen Kunstdenkmäler stilisiert wird, ein Baustil, der auch Ernst Ziller beeinflusste.

### Besuch von Karl May, Klaras Wunsch vom Grabmal

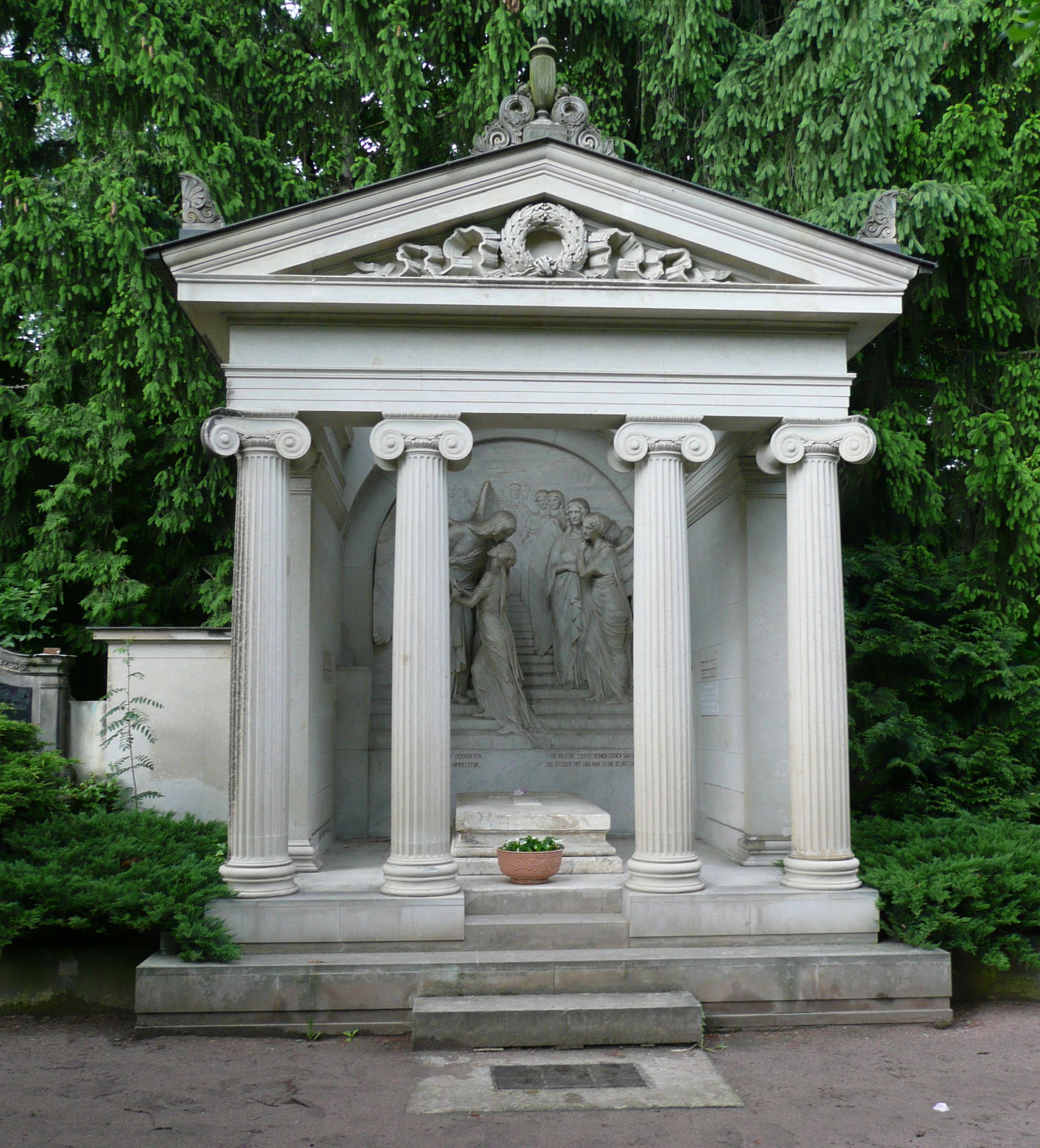
May-Grabmal in Radebeul, vergleiche mit dem Nike-Tempel und dem Schliemann-Mausoleum im obigen Kapitel

Der sächsische Schriftsteller Karl May erwarb Mitte der 1890er Jahre bei den Baumeistern Gebrüder Ziller, genauer bei Ernsts Bruder Otto, der fertige Villen für seine Brüder im Lößnitzwarenhaus vermakelte, seinen letzten Wohnsitz, die Villa Shatterhand.

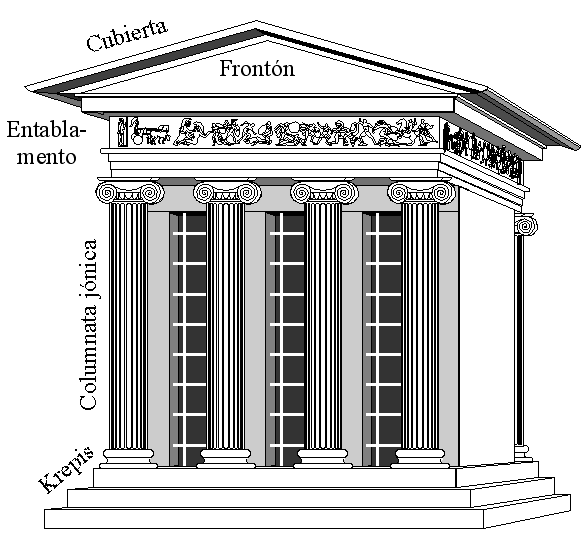
Rekonstruktionszeichnung des Tempels der Athena Nike

Im zweiten Teil seiner Orientreise führte ihn sein Weg, gemeinsam mit Ehefrau Emma und Familie Plöhn, am 7. Juli 1900 auch nach Athen. Aufgrund der Zillerschen Kontakte in der Heimat trafen sie sich mit „Prof. Ziller“. Plöhns Ehefrau Klara, die spätere Klara May, notierte 1934:

„Ein in Athen lebender Architekt, ein Radebeuler Kind, Professor Ziller, hatte uns durch Griechenlands Schätze geführt. Begeistert griff er unseren Gedanken auf und führte ihn mit seinem Bruder, der ebenfalls ein Menschenalter in Athen gelebt hatte, in Radebeul aus. Dort steht nun die Nachbildung des Niketempels von der Akropolis in Athen.“

Im Jahr 1942 formulierte sie es so:

„Das Ehepaar May und wir waren auch einmal mit meinem schon sehr leidenden Manne Plöhn und anderen in Athen gewesen und hatten da – dank der Vermittlung des aus Radebeul stammenden Prof. Ziller – eine Mondnacht auf der Akropolis zugebracht. Da entstand in mir der Gedanke, den Niketempel als Gruft in Radebeul entstehen zu lassen. Bald darauf starb Plöhn. Er wurde in Radebeul begraben.“

„Ich hatte inzwischen Karl May geheiratet, der schenkte mir das Mausoleum, wie es heute auf dem Friedhof steht, es sollte eine Ablenkung für mich sein und mir den Wunsch erfüllen den ich in Athen auf der Akropolis ausgesprochen hatte. Die Brüder Ziller, die beide dort waren brachten das Werk zur Ausführung. Radebeul und Athen waren durch Zillers, die die Lößnitz begründeten eng verbunden.“

Ob Paul Ziller, der als der Architekt des May-Grabmals gilt, Entwürfe von seinem Bruder Ernst erhielt, um die viel kleineren Proportionen des Radebeuler Grabmals gegenüber dem originalen Nike-Tempel beziehungsweise dem Schliemann-Mausoleum richtig hinzubekommen, ließe sich aus dem Zitat zwar ableiten, ist aber wohl derzeit nicht erforscht. Eine Lösung bietet sich in der Formulierung des ehemaligen Radebeuler Denkmalpflegers Dietrich Lohse an, dass nämlich Paul Ziller, der ja den Auftrag für das Grabmal bekam, „seinerseits den Athener Bruder Ernst konsultiert[e]“.

### Lebensende
Ein ungünstig verlaufender Geschäftsvorfall im Jahr 1900 ruinierte Ziller, er musste sein Stadthaus für 150.000 Drachmen an den Bankier und Kunstsammler Dionysios Loverdos verkaufen. (Im Jahr 2011 wurde entschieden, dass im Ziller-Loverdos-Gebäude ein Museum für die Loverdos-Sammlung eröffnet wird, als Abteilung des Byzantinisch und Christlichen Museums. Dafür wurde das Gebäude ab 2012 restauriert und wurde im Februar 2019 der Öffentlichkeit zugänglich gemacht.) Nachdem um 1900 auch die Zeit der großen Bauaufträge zu Ende gegangen war, wurde es um Ernst Ziller ruhiger. Die Familie musste lernen, mit wenig auszukommen. Ziller hatte sein „Studio“ (vermutlich das Büro) künftig an der Ecke Kanaris- und Solonos-Straße. Er beschäftigte sich mit kleineren Bauten wie beispielsweise 1906 mit dem Österreichischen Archäologischen Institut oder auch einigen Kirchen und Denkmälern. Eine seiner Töchter skizziert ihn, der „im persönlichen Umgang ein sehr liebenswürdiger und anziehender Mensch gewesen sei“, im selben Jahr als einen älteren Herrn mit zugekniffenen Augen. Durch die antideutsche Stimmung während und nach dem Ersten Weltkrieg geriet Ziller in Isolation.

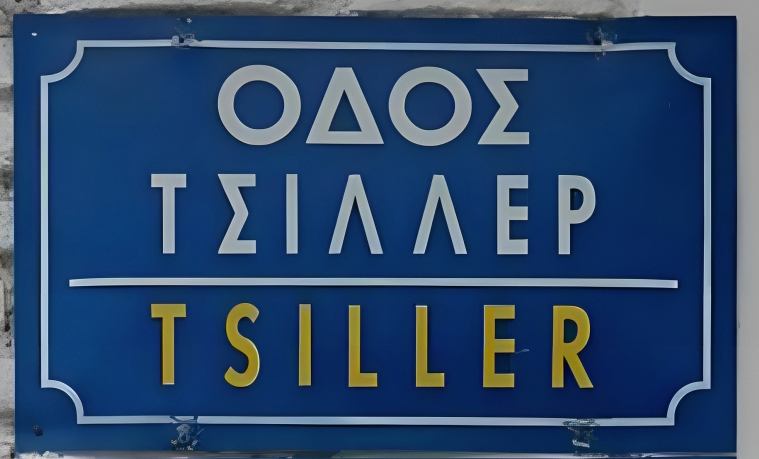
Das Straßenschild der nach Ernst Ziller benannten Odos (Ernestou) Tsiller in Athen.

Der letzte, Spichty bei seinen Untersuchungen bekanntgewordene Entwurf stammte von 1920 und handelte von einem Denkmal auf der Insel Lesbos. Bis dahin hatte Ziller mehr als 600 öffentliche und private Bauten entworfen und die Architektur des klassizistischen Griechenland im 19. Jahrhundert entscheidend geprägt.
Im Jahr 1923 fiel im Zillerschen Stadttheater in Athen zum letzten Mal der Vorhang, ab da wurde es zum Flüchtlingslager für viele der Vertriebenen im Rahmen der Griechenverfolgungen im Osmanischen Reich.
Ziller starb am 25. November 1923 in Athen, laut Papastamos „alt und arm“. Weiteren Aufschluss dazu könnte möglicherweise die Aufarbeitung des bisher unerschlossenen, in Privatbesitz befindlichen Geschäftsarchivs der Gebrüder Ziller und die dort enthaltene Privatkorrespondenz von Ernst Ziller geben. Ziller wurde wie Schliemann auf dem Ersten Athener Friedhof beerdigt. Das Grabmal war laut Spichty in den 1990er Jahren in einem sehr schlechten Zustand.

## Kunsthistorische Rezeption
Hans Hermann Russack widmete Ziller 1942 in seinem Werk Deutsche bauen in Athen ein eigenes Kapitel, in dem auch einige direkt aus Zillers handschriftlichem Tagebuch entnommene Informationen zitiert werden. Das Tagebuch war zu jener Zeit im Besitz von Zillers Tochter Josefine Dima-Ziller, die den Nachlass verwaltete. Der Kunsthistoriker Friedbert Ficker wies im Jahr 2003 darauf hin, dass trotz des damaligen Vorliegens von Russacks Buch der Eintrag zu Ziller im Allgemeinen Lexikon der Bildenden Künstler von der Antike bis zur Gegenwart „lückenhaft und teilweise irreführend“ war, weil die Lebensdaten und Werke mit denen seines Vetters Carl Ernst Heinrich Ziller vermischt wurden. Ficker selbst resümierte in seiner Arbeit, dass Ziller zusammen mit Hansen dem Klassizismus in Athen „den Weg bahnte“ und dann eine architektonische Form herausbildete, „die das Bild seiner neuen Heimat bis weit in das 20. Jahrhundert hinein bestimmte und deren Niederschlag in verschiedener Weise verfolgt werden kann“.
Die Athener Nationalgalerie kaufte von Zillers Tochter 1961 den wichtigsten Teil von Zillers Unterlagen und stellte ihn 1973 zum fünfzigsten Todestag Zillers in einer ersten Präsentation der Öffentlichkeit vor. Dimitrios Papastamos bezeichnete dies als einen ersten Versuch einer Monografie (Prospatheia Monographias), was auch der Name der Publikation war.
Erst nach 2000 erschienen dann mit den Architekturbänden der Architektur-Professorin Maro Kardamitsi-Adami von der Nationalen Technischen Universität Athen umfangreichere Übersichten über Zillers Werk in Griechenland.
Der Historiker Leonidas Kallivretakis von der National Hellenic Research Foundation bezeichnet das „eklektische Athen“ der zweiten Hälfte des 19. Jahrhunderts, bestehend aus einer Mischung aus griechischem Klassizismus und norditalienischer Neorenaissance, als das „Athen von Ziller“.
Virginia Mavrika, Kuratorin des Athener Stadtmuseums, zieht die Verbindung von Zillers regelmäßigen Besuchen in Wien bei Hansen zu dem Maler Carl Rahl beziehungsweise zu seinen Schülern wie Eduard Bitterlich. Sie sieht Ziller, beeinflusst durch Hansens Vorbild, in seiner Verwendung von Architektur, Malerei (Entwurf von Innenraumgestaltungen) und Bildhauerei (Entwürfe von Skulpturen für Außenfassaden sowie von Möbeln und Wandpanelen als Vorlagen für Holzschnitzer) als sich ergänzende Künste als Vertreter der Gesamtkunstwerk-Idee.
Von der Kunsthistorikerin Marina Lambraki-Plaka, Direktorin der Nationalgalerie in Athen, stammt die folgende Bewertung:

„Zillers Architektur richtet sich nach dem Licht; sie wandelt sich mit dem griechischen Licht. Vom Licht durchflutete Säulen aller Stile, Stoas, ausdrucksvolle dekorative Muster verwandeln seine Gebäude in musikalische Instrumente, in welchen Licht und Schatten eine nie gehörte Melodie von großem harmonischen Reichtum formen – immer mit dem Lauf der Sonne. Das griechische Maß setzte in Übereinstimmung mit den antiken Vorbildern die Rangfolge seiner Architektur. Ziller bestimmte das herrschaftliche Profil der späten griechischen bürgerlichen Gesellschaft am Ende des 19. und zu Beginn des 20. Jahrhunderts, wobei er aber auch maßgeblich die kleinbürgerliche und populäre neoklassische Architektur beeinflusste.“

Eine Ausstellung von Entwürfen Zillers in der Nationalen Pinakothek Athen führte ihn im Jahr 2010 auch einem breiteren Publikum wieder ins Gedächtnis.

## Werke (Auswahl)

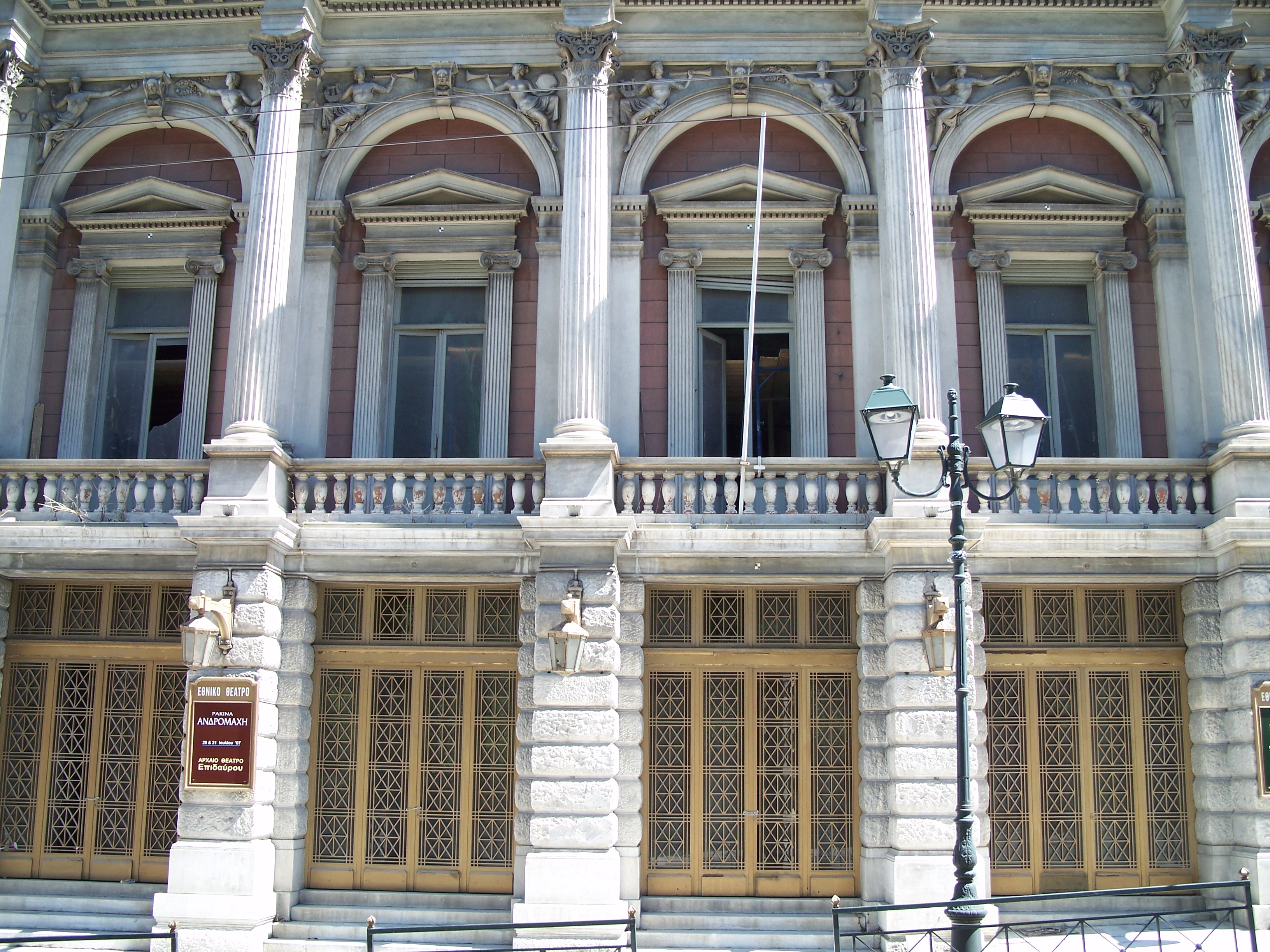
Das Nationaltheater während des Umbaus (2007)

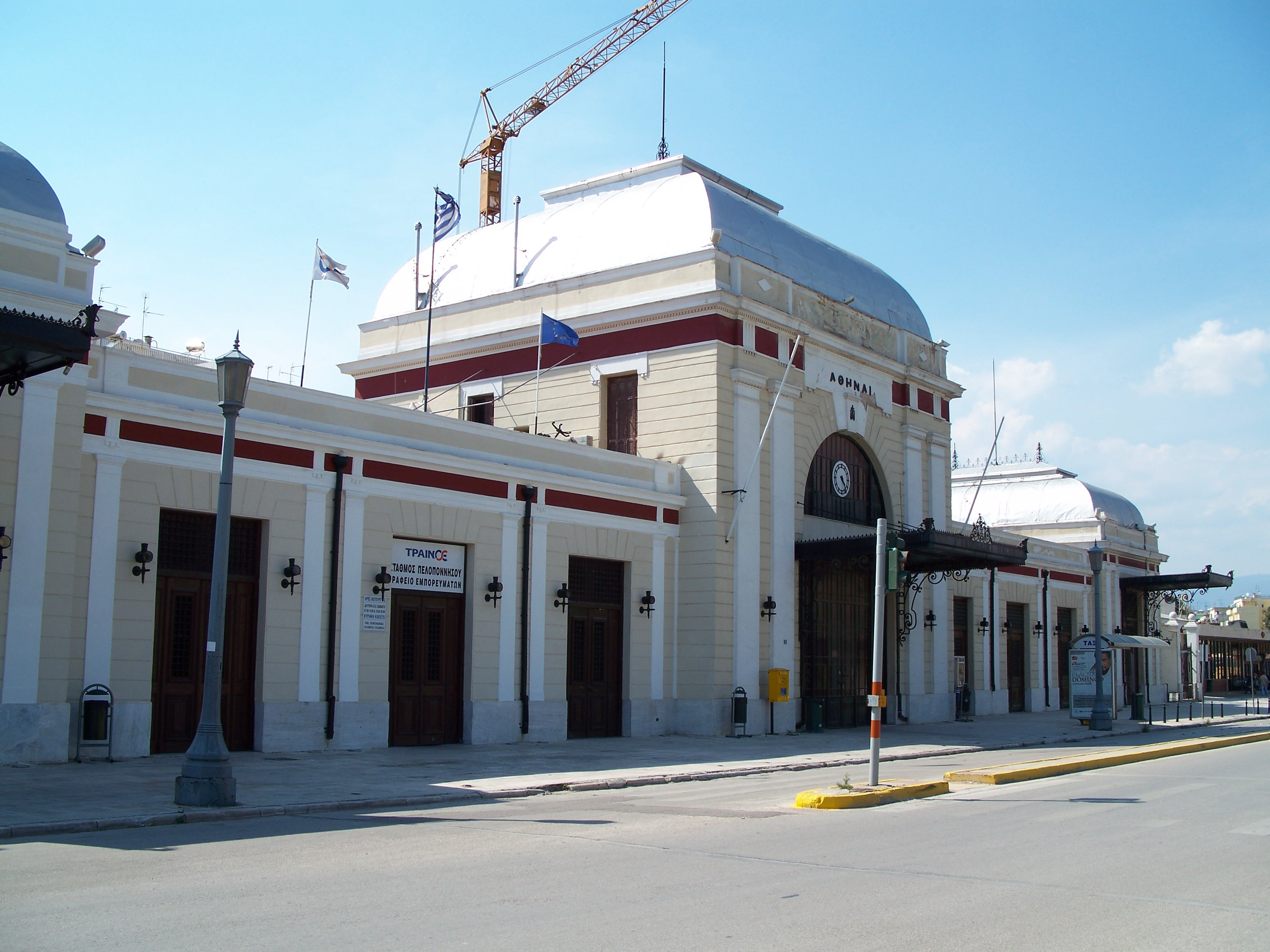
Peloponnesischer Bahnhof in Athen, Foto wenige Tage nach der Stilllegung 2005

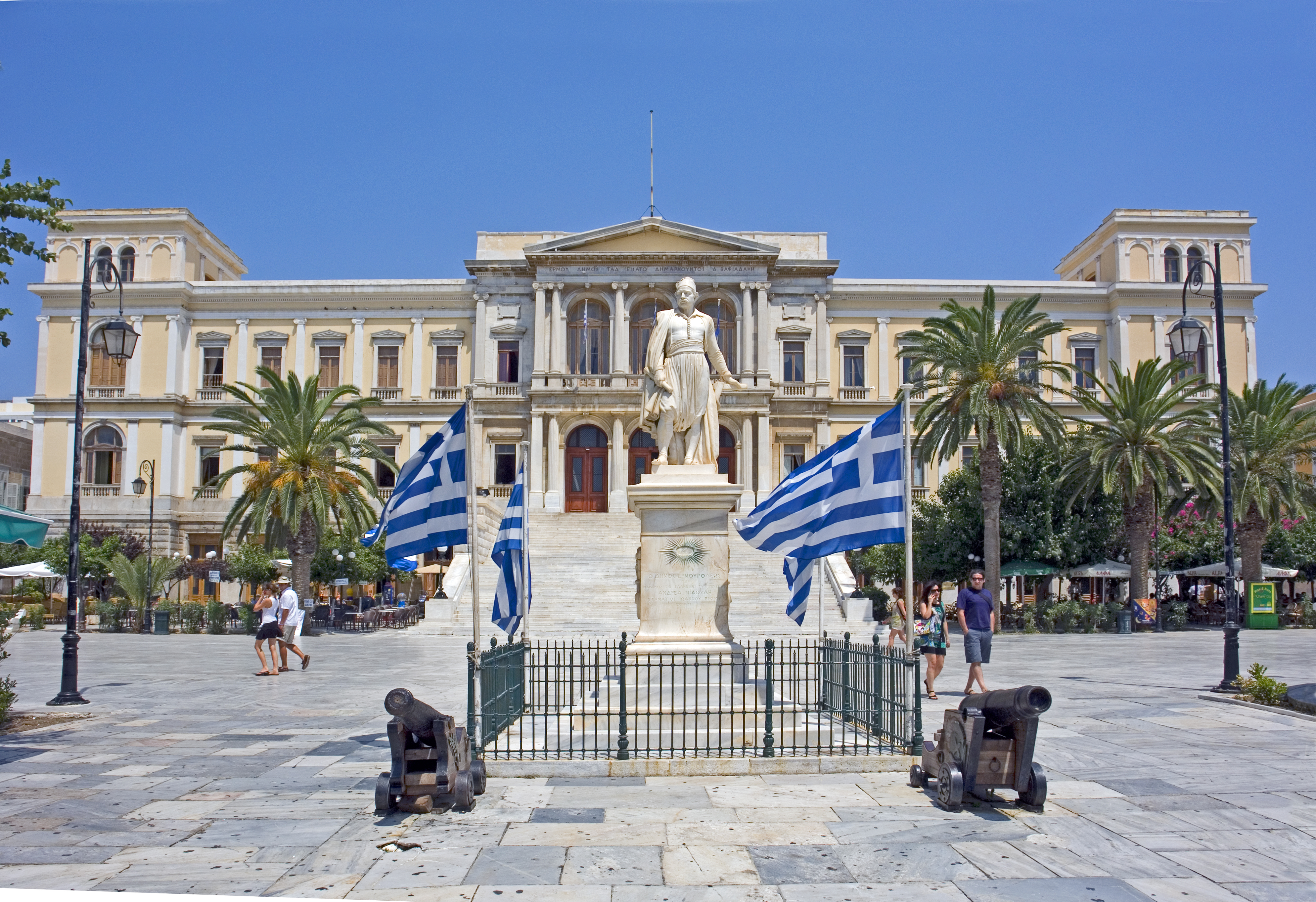
Rathaus von Ermoupolis, Syros

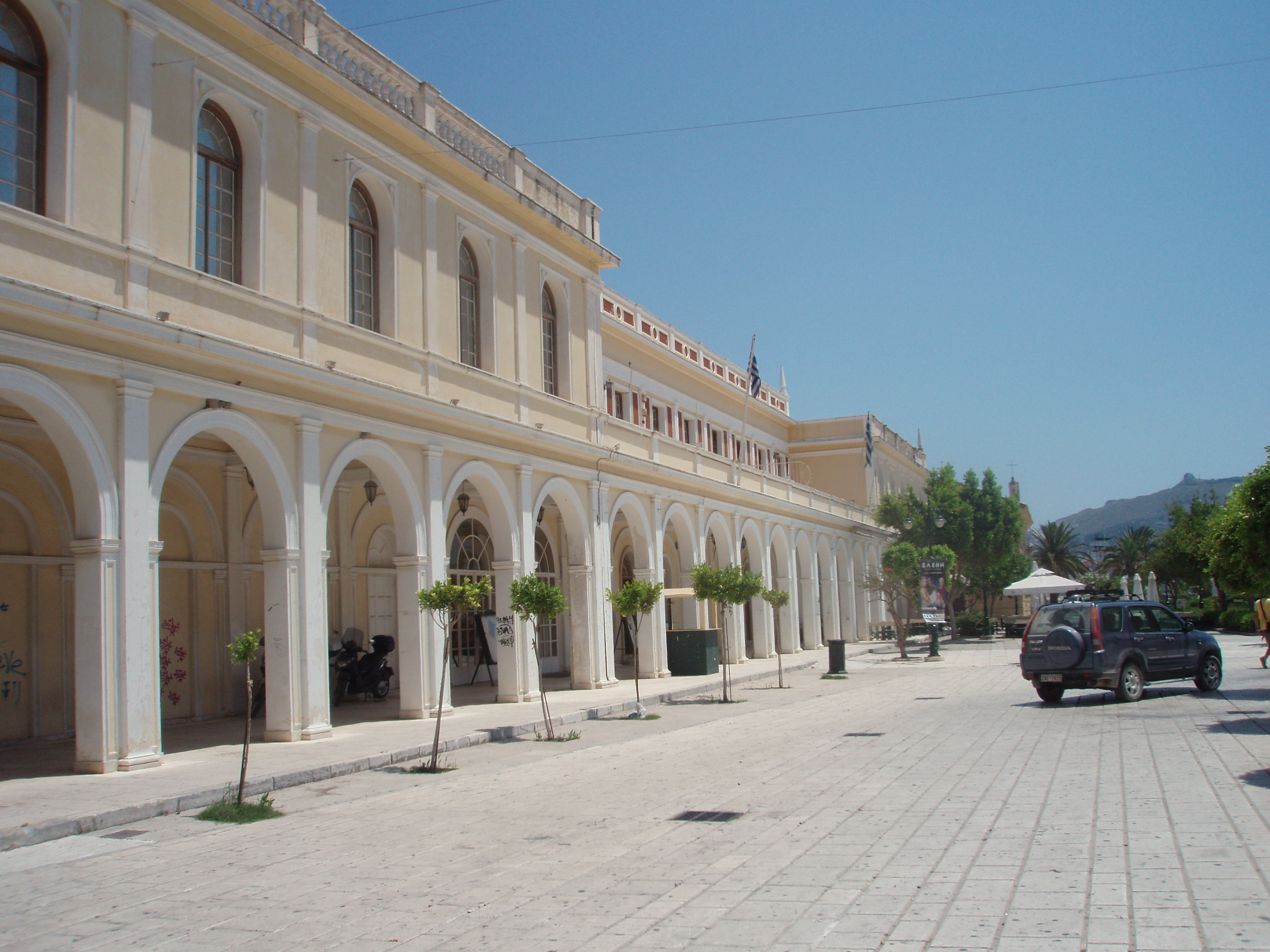
Theater in Zakynthos, es wurde nach dem Erdbeben von 1953 wiederaufgebaut

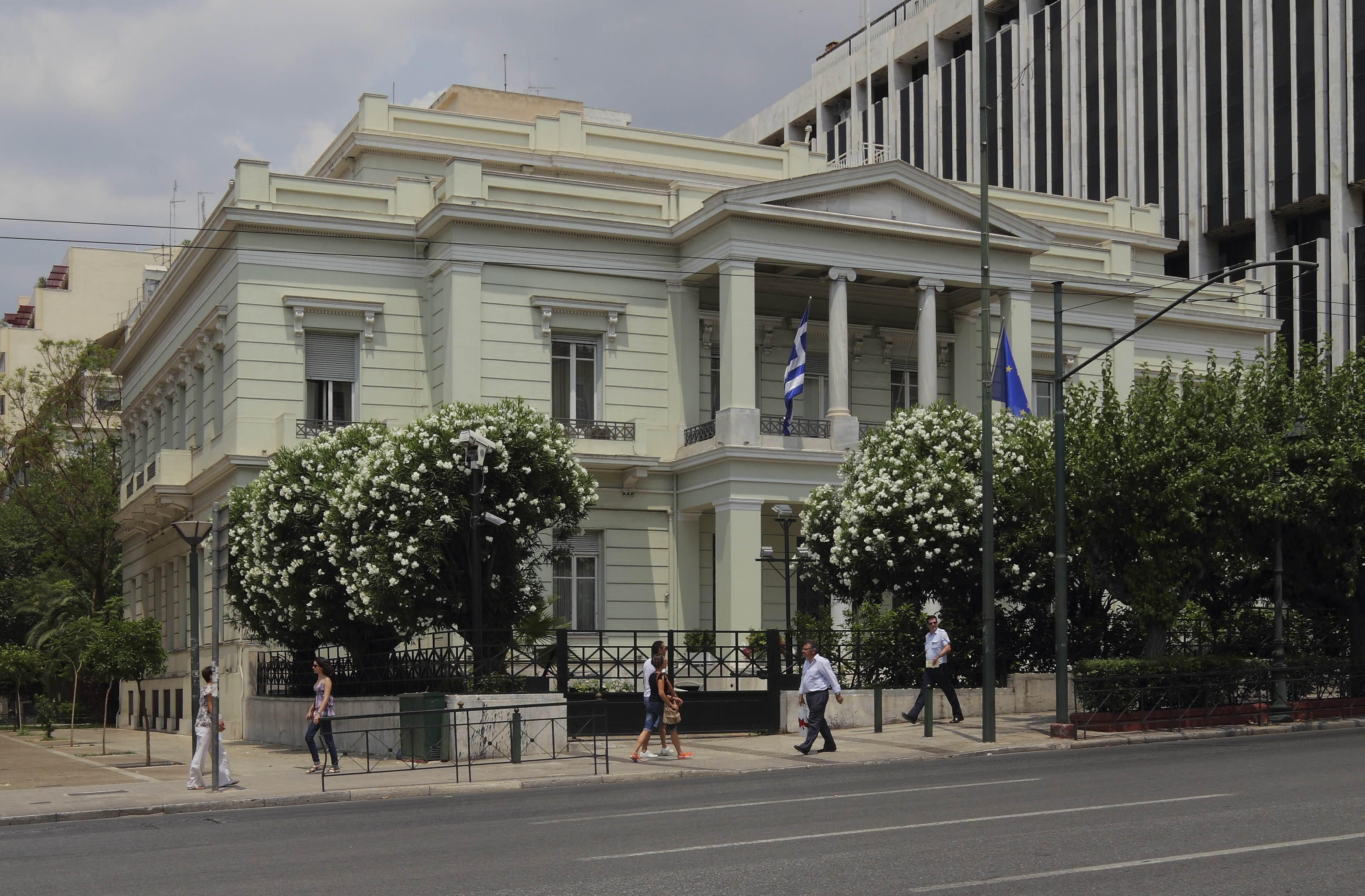
Megaro Syngrou, heute Außenministerium

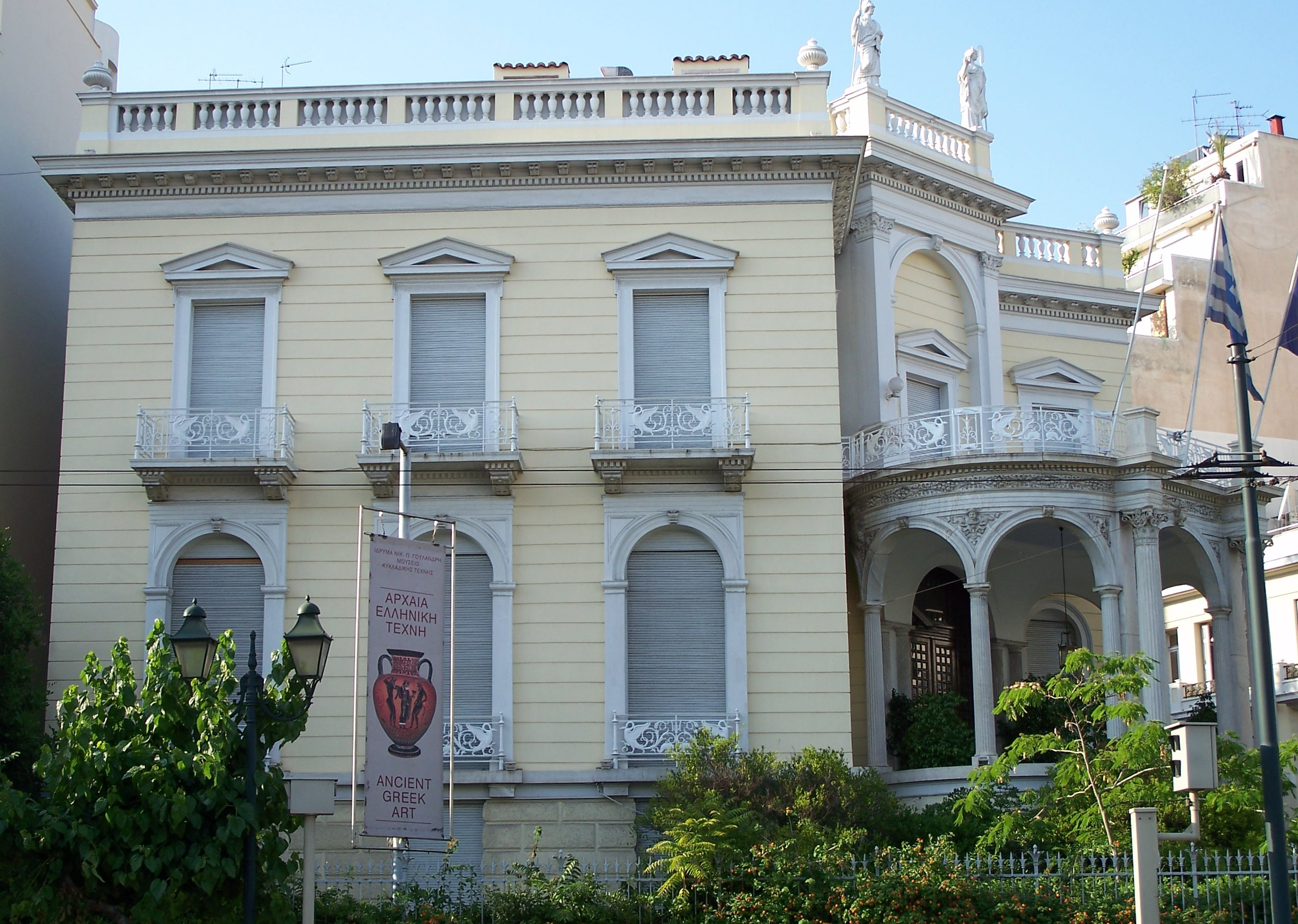
Megaro Stathatou

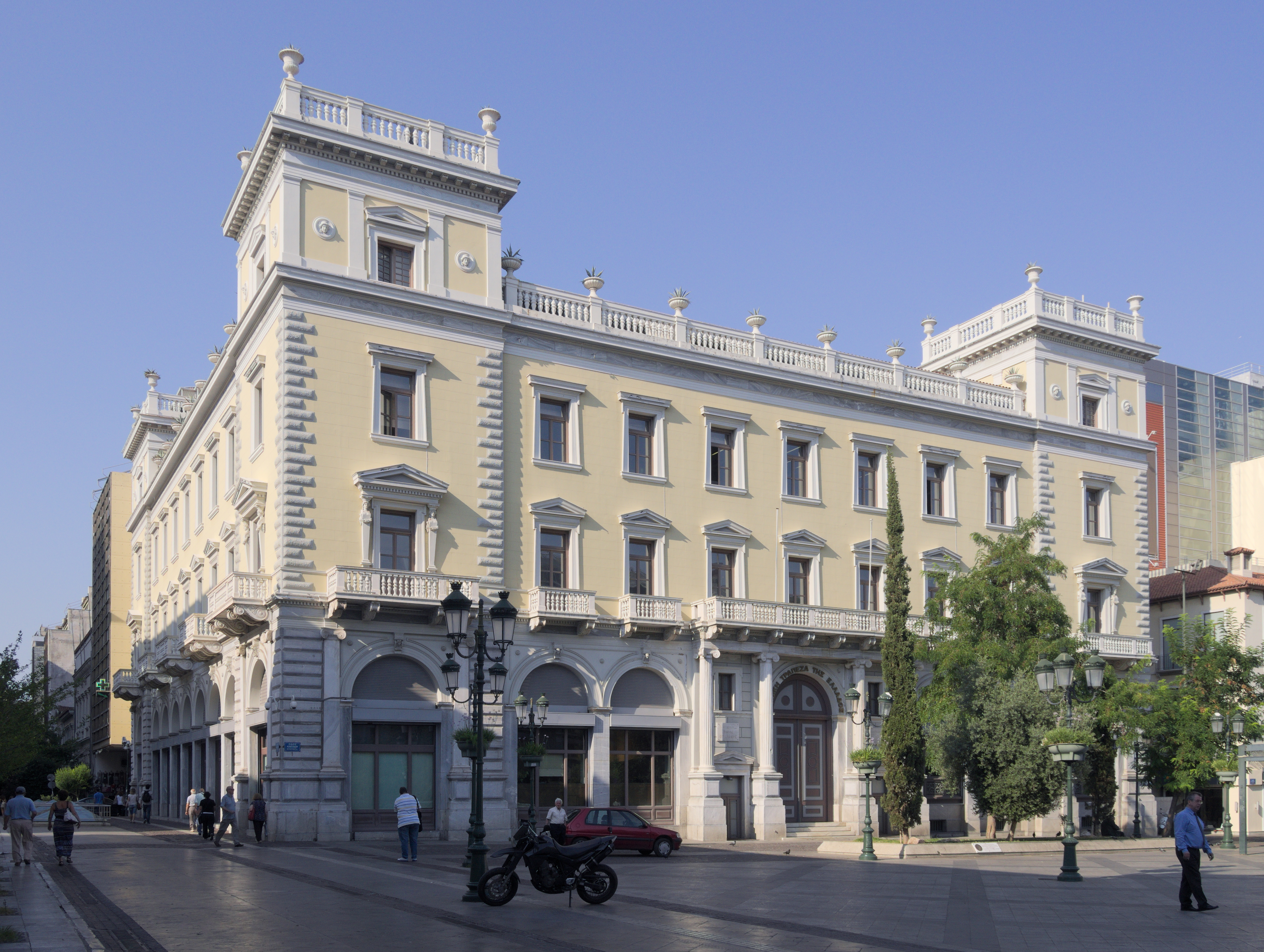
Megaro Mela

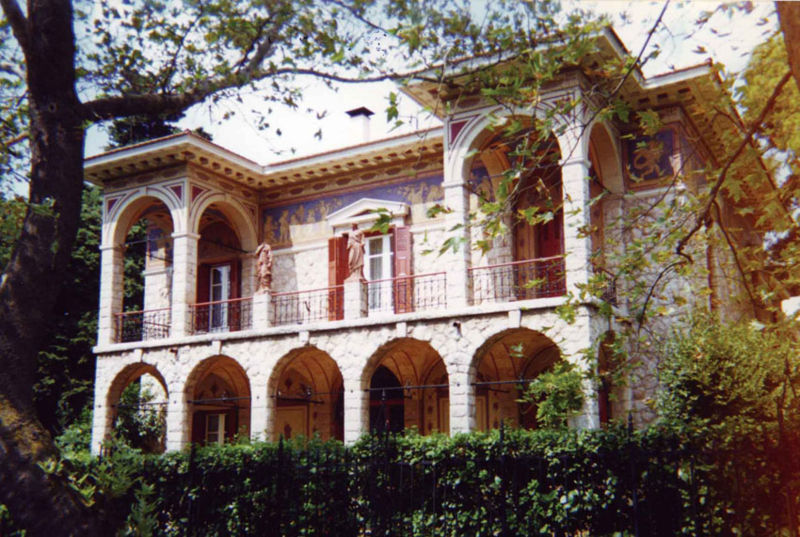
Villa Atlantis

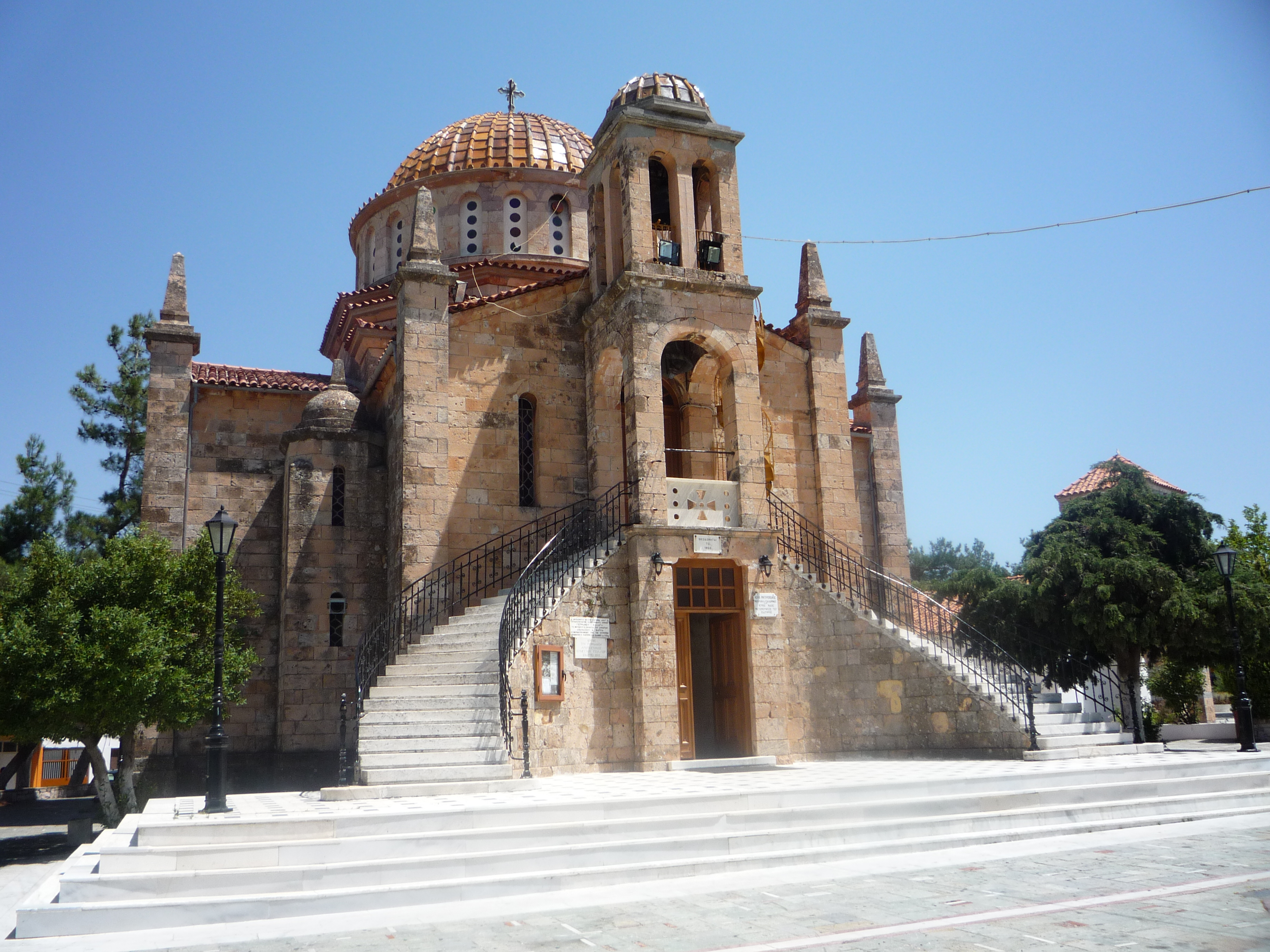
Kirche Metamorphosis Sotiros in Vilia, Westattika

Stadttheater Athen, Entwurf Zillers, vor 1886. Links im Bild das Megaro Mela

Gerichtshof Athen, Entwurf Zillers, 1895

Lykabettos-Projekt: Laubengang, Aquarellentwurf Zillers, um 1886

### Bauten im Auftrag Hansens
- Akademie von Athen (Entwurfsbeginn 1856, Zillerentwürfe ab 1858 oder 1859, Baufertigstellung 1885)
- Hotel Grande Bretagne (wohl 1862–1874)[78]
- Zappeion in Athen (Grundsteinlegung 1874, Einweihung 1888)
- Nationalbibliothek in Athen (Grundsteinlegung 1888, Bezug durch die Bibliothekssammlung 1903)

### Öffentliche Bauten
- Kronprinzenpalast Neues Palais in Athen (Planung 1888–1890, Bau 1891–1897), heute Sitz des griechischen Präsidenten[79][80]
- Renovierung Achilleion und Bau des Kavalierhauses, Korfu (für Kaiser Wilhelm II., 1908)
- Archäologisches Nationalmuseum (Athen)[81]
- Königliches Theater, heute Nationaltheater, Athen[82]
- Stadttheater Athen (erste Pläne von 1871, Bauphase 1886–1888, 1940 abgebrochen)
- Nationalbank, Athen
- Chemisches Institut der Kapodistrias-Universität Athen (Odos Solonos; Beschlussfassung 1868, Grundsteinlegung 1887, Eröffnung 1890, abgebrannt 1910, Wiederaufbau 1918 durch den Ziller-Schüler Panos Karathanassopoulos, heutige Nutzung durch das Museum für Naturgeschichte der Universität Athen)[83][84]
- Deutsches Archäologisches Institut Athen[85]
- Österreichisches Archäologisches Institut Athen (1947–2003 u. a. Sitz der Österreichischen Botschaft)[86]
- Hotel Bangion (1890–1894) am Omonia-Platz, Athen (für Ioannis Pagkas)[87]
- Hotel Victoria (später Excelsior, Zuweisung des Entwurfs 1910–1914) am Omonia-Platz, Athen[88]
- Peloponnesischer Bahnhof Athen, siehe Organismos Sidirodromon Ellados
- Kino Attikon (1870–1881)[89]
- Neo Arsakeion (Fassadenneugestaltung 1907 nach massiver Gebäudeerweiterung, Ursprungsbau ab 1846 durch Lysandros Kaftantzoglou)[90][91]
- Kadettenanstalt (1900–1904)[92]
- Königlicher Landsitz in Tatoi[93]
- Rathaus von Ermoupoli auf Syros (Grundsteinlegung 1876, Einweihung 1898)
- Markthalle (heute Archäologisches Museum), Rathaus, Bahnhof, zwei Bankgebäude in Pyrgos
- Theater Apollon (Stadttheater) in Patras
- Städtisches Theater in Zakynthos (1871–1872, 1953 durch Erdbeben zerstört, dann in Anlehnung an das Original wiederaufgebaut)
- Ehemaliges griechisches Konsulat in Thessaloniki, heute Museum des Makedonischen Kampfes[94]
- Markthalle (heute Archäologisches Museum) in Egio
- Wasserwerk in Gropa, heute Lakka
- Gerichtsgebäude von Tripoli
- Krankenhaus Evangelistria (heute Archäologisches Museum) in Tripoli[95]
- Archäologisches Museum, Milos (1870)[96]
- Badehaus auf der Halbinsel Methana (um 1875)[97]
- Rathaus (1891)[98] und Mädchenschule (1896)[99] in Gythio

Deutsches Archäologisches Institut Athen, Odos Fidiou 1
Österreichisches Archäologisches Institut Athen
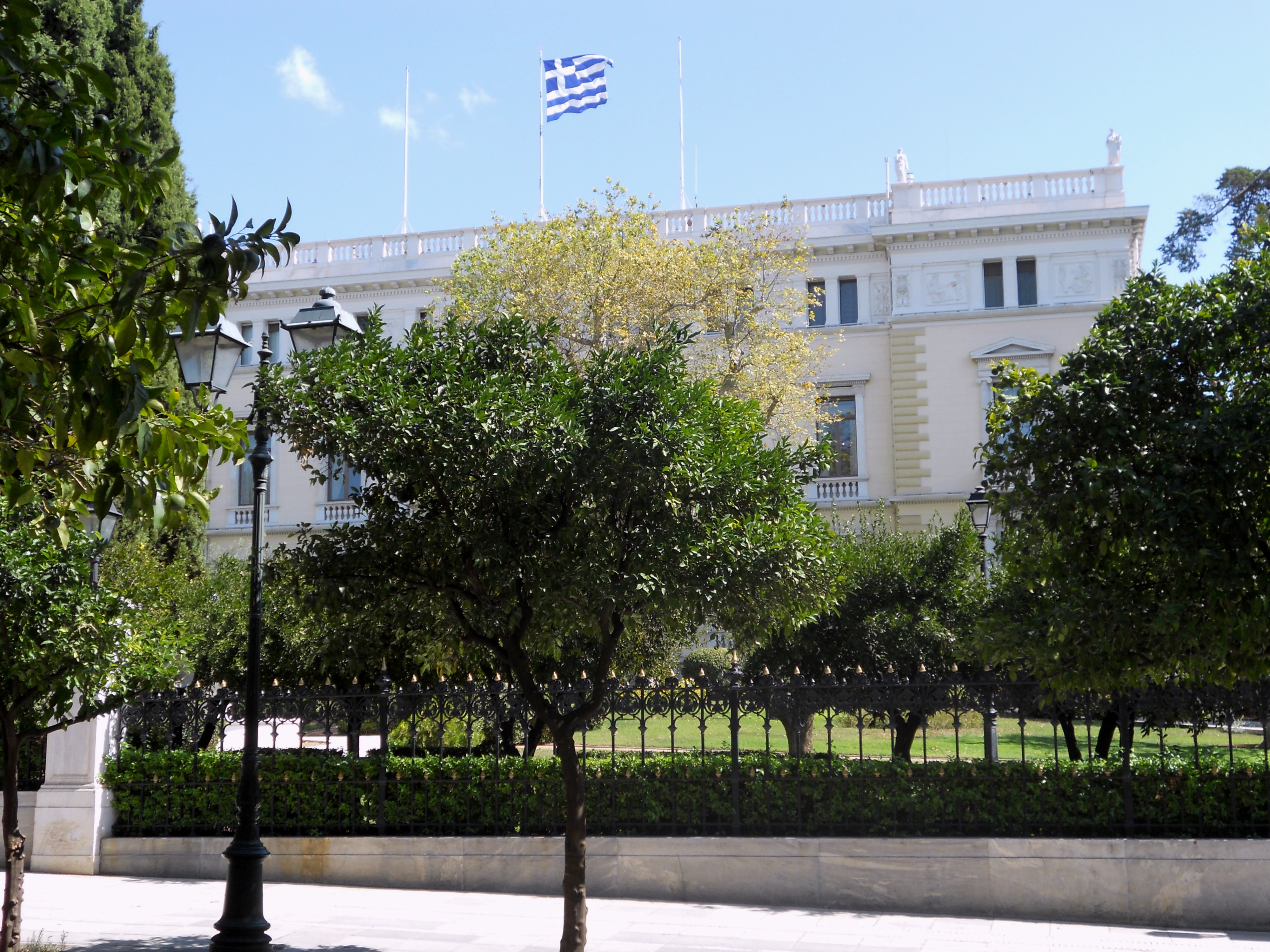
Kronprinzenpalais (heute Präsidialpalais) in Athen
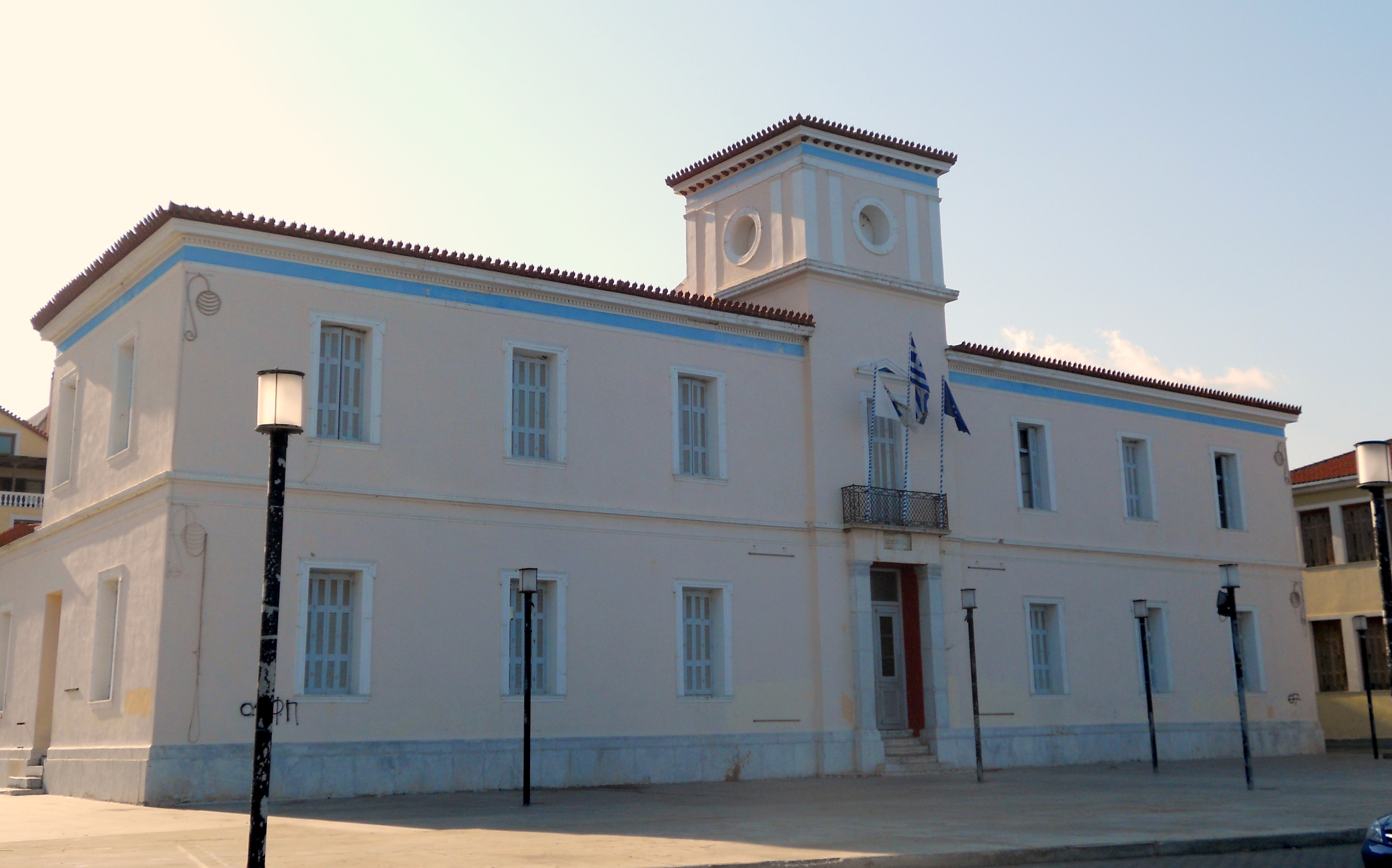
Rathaus in Gythio

### Privatvillen
- Iliou Melathron, Athener Residenz Heinrich Schliemanns (1878–1881), heute Numismatisches Museum
- Megaro Stathatou (Villa für die Reederfamilie Stathatos, 1895), heute Museum für kykladische Kunst in Athen[100] einschließlich Wasch- und Stallgebäude[101]
- Megaro Deligeorgi (Villa für Leonidas Deligeorgis (1840–1928), um 1890), Athen[102]
- Megaro Koupa (Villa für den Industriellen Achilleas Koupas, 1875–1900), Athen[103]
- Megaro Andrea Syngrou (für Andreas Syngros, 1872/1873, heute Außenministerium), Athen[104]
- Landhaus von Andreas Syngros, Anavryta
- Megaro Tsiller (Odos Mavromichali 6, 1882)[1], ab 2019 Außenstelle des Byzantinisch und Christlichen Museums
- Villa für Stefanos Psychas, Athen (Petit Palais, heute Italienische Botschaft, Leoforos Vasilissis Sofias & Sekeri 2, 1885–1904)[105]
- Megaro Psycha (für Nikolaos Psychas, heute Ägyptische Botschaft, Leoforos Vasilissis Sofias 3, 1885)[106]
- Haus des Bankiers Stamatios Dekozi Vouros (1792–1881) (Odos Stadiou 23, 1880)[107]
- Villa für Ioannis Pangas (1889, später Hotel Megas Alexandros) am Omonia-Platz, Athen[108]
- Haus A. Katsandri (1878), Athen[109]
- Megaro Mela (für den Kaufmann Vasilios Melas, später Hotel, dann Hauptpost, heute Bank; Grundsteinlegung 1873, Realisierung ab 1882)[110][111]
- Villa Rose im Athener Vorort Kifisia (Ernst Zillers eigenes Sommerhaus, Odos Pesmazoglou 12, später Villa Kalamaras)[112][113]
- Villa Atlantis, Kifisia (für Solon Vlastos, Herausgeber der Zeitung Atlantis in New York, 1897, benachbart der Villa Rose)[114]
- Villa Odos Kokkinaki 4, Kifisia[112]
- Villa Nikolaos Thon mit Agios-Nikolaos-Kapelle (für Nikolaos Thon, Höfling König Georgs), 1891[115]
- Palataki in Chaidari[116][117]
- Villa des Komponisten Pavlos Carrer in Zakynthos[95]
- Haus Patsiadis (Café Ziller) in Piräus (letztes noch existentes Ziller-Gebäude des Quartiers Tsiller)[118] nebst Nachbarhaus für Patsiadis sowie weitere Villen auf eigene Kosten im Quartier Tsiller
- Haus der Familie Gangos in Ermoupoli (Odos Vasileos Konstantinou 11)[119]
- Villa für Loudovikos Librytis (1888)[120]

### Wohnhäuser
- Haus Stathopoulos, Athen (für Efstathios Stathopoulos, Odos Agiou Dimitriou, 1881)[121]
- Eklektisches zweistöckiges Haus (Odos Athinas 16 & Voreou 17, 1900)[122]
- Appartementhaus Pesmazoglou (um 1900), Athen[123]
- Wohn- und Geschäftshaus für Kaufmann Vougas, Athen (Odos Stadiou, 1898)
- Haus Schliemann-Melas, Athen (für Agamemnon Schliemann und Andromache Schliemann verh. Melas, Panepistimiou, um 1900)[124]
- Zinshaus an der Schmalseite des Miaoulis-Platzes in Ermoupoli[125]
- Zweigeschossiges Haus, Patras (Ecke Maizonos und Odos Agiou Nikolaou, Zuweisung)[126]
- Privathaus, Kalamata (Odos Navarinou & Odos Vyronos, 20. Jahrhundert, mit von Ziller selten verwendeten jugendstiligen Balkongittern)[127]

### Kirchen
- Agios Nikolaos (für Nikolaos Thon, Höfling König Georgs, 1891)[115]
- Kapelle Agios Georgios (1899–1901)[128] im  Orfanotrofiou Chatzikonsta (Chatzikonstas-Waisenhaus), Metaxourgio[129]
- Panagia Chrysospiliotissa, Athen[130]
- Agios Loukas (1865–1870), Athen (Patision)[131][132]
- Kapelle Agios Andreas, Anavryta (für Andreas Syngros, Zuweisung)[133]
- Agios Athanasios (1891[134] oder 1911[135]), Pyrgos
- Agios Grigorios Palamas, Thessaloniki
- Faneromeni-Kathedrale (1890[134] oder 1899–1914), Theotokou- und Eisodion-Kirche (1893), Egio
- Kirche Metamorphosis Sotiros, Vilia, Westattika
- Agia Marina, Velo, Korinthia (1880)[136]
- Agia Triada, Athen (Odos Pireos, Anfang 20. Jahrhundert, nicht realisierter Entwurf?)

### Denkmale und Grabmale
- Grabmonumente auf dem Ersten Athener Friedhof
  - Mausoleum Heinrich Schliemanns (1891/1892)
  - Mausoleum für den Bankier Efstathios Eugenidis (um 1900)[137]
  - Negrepontis Grabmonument[137]

### Entwürfe
- Lutherkirche in Radebeul (unaufgefordert vorgelegter, nicht berücksichtigter Entwurf, 1865)
- Archäologisches Museum in Olympia (nicht berücksichtigter Entwurf)
- Parlament (nicht ausgeführt)
- Finanzministerium (nicht ausgeführt)
- Justizgebäude (nicht ausgeführt)
- Heroon auf dem Syntagma-Platz in Athen (nicht ausgeführt)
- Landschaftsgestaltung mit Bepflanzung des Lykabettos in Athen nebst einiger Bauwerke (30 Pläne um 1886, Geschenk an die Stadt Athen, nicht ausgeführt; jedoch Anregung für die spätere Bepflanzung)[77]
  - Rasthaus am Aufstieg (Vorbild: Schinkels Gärtnerhaus im Park Sanssouci)
  - Monopteros-Pavillon als Aussichtsplattform (Beispiel: Klenzes Monopteros im Englischen Garten in München, Bestandteil eines Englischen Landschaftsparks)
  - Laubengang
  - Stoa als Ruheplatz (Vorbild: Vedute Schinkels mit Blick aus dem Portikus, Schloss Charlottenhof)
  - Agios Georgios auf dem Lykabettos (Vorbild: Schinkels Nikolaikirche, jedoch umgeben mit einem Peristyl)
- Bewässerungsprojekt für die Attika (Entwürfe und Berechnungen für die Stau-Becken)[138]
  - Drei größere Talsperren: Penteli, Faridero und Adamis (je rund eine Million Kubikmeter Fassungsvermögen)
  - Vier kleinere Talsperren: Brahani, Trachones, Kutalades und Markos
- Krönung des Lykabettos mit einem Heroon der griechischen Unabhängigkeit (nicht ausgeführt)
- Heroon in Mytilini (Zillers Entwurf von 1920 wurde nicht ausgeführt, erst der spätere Entwurf von Georgios Jakobides und Gregorios Zevgolis wurde 1922 als Freiheitsstatue von Mytilini gegossen und 1930 errichtet)[139]
- Königliches Schloss auf Petalion (nicht ausgeführt)
- Denkmal auf Lesbos (1920, sein wohl letzter Entwurf)[59]

### Schriften
- Ueber die ursprüngliche Existenz der Curvaturen des Parthenon. In: Zeitschrift für Bauwesen. Nr. 1, 1865, Sp. 35–54 (zlb.de).
- Ausgrabung am Panathenaischen Stadion. In: Zeitschrift für Bauwesen. 20, 1870, Sp. 485–492 = Ausgrabung am Panathenaischen Stadion auf Kosten S.H. des Königs von Griechenland. Ernst & Korn, Berlin 1870.
- Untersuchungen über die antiken Wasserleitungen Athens. In: Mitteilungen des Deutschen Archäologischen Instituts. Athenische Abteilung. 2, 1877, S. 107–131 (Volltext [PDF; 1,7 MB]).
- Das Theater des Dionysos zu Athen. Aufgenommen und gezeichnet von Ernst Ziller. Erläuternder Text von Leopold Julius. In: Zeitschrift für Bildende Kunst. 13, 1878, S. 193–204. 236–242.
- Eleutherai und Aigosthea. In: Zeitschrift für Bauwesen. 29, 1879, Sp. 285–288 (Pläne und Zeichnungen von Ernst Ziller, Text von B. = Bernhard III. von Sachsen-Meiningen).
- Das Grabmal von Heinrich Schliemann. In: The Builder. 21. September 1891, S. 391 ff.
- Hat der Parthenon durch das letzte Erdbeben wirklich so gelitten, daß sein Fortbestand in Frage kommt? In: Deutsche Bauzeitung, 1895, 29, S. 6–7; Volltext (PDF; 9,7 MB) opus.kobv.de/btu

### Archivalien
- Ziller-Archiv in der Nationalgalerie (Ethniki Pinakotheki Athinon), Athen (mit 430 Einträgen)
- Pnevmatiko Kentro, Athen (einzelne Pläne und Fotografien)
- Staatsarchiv (Geniko Archio tou Kratous), Athen (Tagebuch Zillers: „Zillers Erinnerungen“, als gestohlen gemeldet)[140]
- Archio tis Eparchias ton Kykladon, Ermoupolis (Planmaterial zum Rathaus in Hermoupolis)
- Königliche Bibliothek Kopenhagen (Nachlass Theophil von Hansen, darin Briefe Zillers an Hansen zwischen 1861 und 1890)